# Sainte-Florine
Sainte-Florine est une commune française située dans le département de la Haute-Loire, en région Auvergne-Rhône-Alpes. Depuis la création de l'ancien diocèse de Clermont, le village était intégré à l'Auvergne et culturellement rattaché à l'aire d'influence de l'Aquitaine. Situé dans la région traditionnelle du Brivadois et  rattachée à l'histoire d'Auzon et du Brivadois, Sainte-Florine a été successivement un village fortifié, une ville minière, un village auvergnat et vigneron et une petite ville située aujourd'hui non loin de l'autoroute A75. Rattachée à la Haute-Loire après la Révolution, Sainte-Florine est aujourd'hui intégrée à la grande région Auvergne-Rhône-Alpes.

## Géographie

### Localisation
La commune de Sainte-Florine se trouve dans le département de la Haute-Loire, en région Auvergne-Rhône-Alpes.
La commune est située à l'extrême pointe nord-ouest du département de la Haute-Loire. Elle est bâtie sur une cuvette peu profonde. la commune est située dans une cuvette près d'un plateau partageant l'Allier et l'Allagnon. Le plateau de Pegrey est au Sud-Ouest : il s'y trouvait la mine de Grosménil. Au Nord se trouve la colline d'Armois. A l'Est se situe la falaise de Chamas.[réf. souhaitée]
Elle se situe à 73 km par la route du Puy-en-Velay, préfecture du département, et à 16 km de Brioude, sous-préfecture
Les communes les plus proches sont : 
Brassac-les-Mines (1,3 km), Frugerès-les-Mines (2,3 km), Vézézoux (2,3 km), Charbonnier-les-Mines (2,8 km), Jumeaux (3,4 km), Vergongheon (3,8 km), Lempdes-sur-Allagnon (4,3 km), Moriat (4,4 km).

### Géographie culturelle
Sainte-Florine fait partie de l'Auvergne. Le village est situé dans le Brivadois et a appartenu au Brivadois des chanoines "comtes" de Brioude. L'identité culturelle et cultuelle de Sainte-Florine s'est construite dans le Brivadois : irrémédiablement lié à Florine (dont on connaît encore mal le culte à travers les siècles), le village de Sainte-Florine était lié à celui de Mazoires qui détenait également des reliques de la sainte. L'histoire du culte de Florine reste à faire.
L'architecture de Sainte-Florine montre l'utilisation d'une pierre tendre et rappelle les constructions de Lamontgie. Comme dans de nombreux villages de cette partie de l'Auvergne, les bâtiments de fermes ne sont pas très grands hormis les grands domaines... souvent les petites maisons sont dotées d'escaliers : région vigneronne. Enfin c'est la tuile romaine qui règne initialement dans cette partie de l'Auvergne même si, depuis l'industrialisation, les couvrements des toitures sont diversifiés.
Brioude était parvenue à un haut degré de centralité au XIIIe siècle : Brioude dépassait Montferrand et même Saint-Flour. Il faut donc souligner que Brioude est à cette date un phare économique dans la région en plein essor.

#### Lieux-dits
- Arrest
- Fondary
- Grosmenil
- Moulin d'Alagnon
- Moulin du Dardelin
- Tuilerie la Leuge
- Verrerie Mègecoste
- Château de Bellevue[5]

#### Communes limitrophes
| Charbonnier-les-Mines |                    | Brassac-les-Mines |
| Moriat                | Sainte-Florine     | Vézézoux          |
| Lempdes-sur-Allagnon  | Frugerès-les-Mines | Vergongheon       |

### Climat
Pour des articles plus généraux, voir Climat d'Auvergne-Rhône-Alpes et Climat de la Haute-Loire.
En 2010, le climat de la commune est de type climat du Bassin du Sud-Ouest, selon une étude du Centre national de la recherche scientifique s'appuyant sur une série de données couvrant la période 1971-2000. En 2020, Météo-France publie une typologie des climats de la France métropolitaine dans laquelle la commune est exposée à un climat de montagne ou de marges de montagne et est dans la région climatique Nord-est du Massif Central, caractérisée par une pluviométrie annuelle de 800 à 1 200 mm, bien répartie dans l’année.
Pour la période 1971-2000, la température annuelle moyenne est de 11,1 °C, avec une amplitude thermique annuelle de 16,4 °C. Le cumul annuel moyen de précipitations est de 567 mm, avec 7,2 jours de précipitations en janvier et 6,3 jours en juillet. Pour la période 1991-2020, la température moyenne annuelle observée sur la station météorologique de Météo-France la plus proche, « Fontannes », sur la commune de Fontannes à 15 km à vol d'oiseau, est de 11,4 °C et le cumul annuel moyen de précipitations est de 611,9 mm,. Pour l'avenir, les paramètres climatiques de la commune estimés pour 2050 selon différents scénarios d'émission de gaz à effet de serre sont consultables sur un site dédié publié par Météo-France en novembre 2022.

## Urbanisme

### Typologie
Au 1er janvier 2024, Sainte-Florine est catégorisée petite ville, selon la nouvelle grille communale de densité à sept niveaux définie par l'Insee en 2022.
Elle appartient à l'unité urbaine de Brassac-les-Mines, une agglomération inter-départementale regroupant six  communes, dont elle est ville-centre,,. Par ailleurs la commune fait partie de l'aire d'attraction d'Issoire, dont elle est une commune de la couronne,. Cette aire, qui regroupe 53 communes, est catégorisée dans les aires de moins de 50 000 habitants,.

### Occupation des sols
L'occupation des sols de la commune, telle qu'elle ressort de la base de données européenne d’occupation biophysique des sols Corine Land Cover (CLC), est marquée par l'importance des territoires agricoles (61,5 % en 2018), en diminution par rapport à 1990 (64,2 %). La répartition détaillée en 2018 est la suivante : 
terres arables (41,6 %), zones urbanisées (31,2 %), prairies (15,1 %), forêts (7,3 %), zones agricoles hétérogènes (4,8 %). L'évolution de l’occupation des sols de la commune et de ses infrastructures peut être observée sur les différentes représentations cartographiques du territoire : la carte de Cassini (XVIIIe siècle), la carte d'état-major (1820-1866) et les cartes ou photos aériennes de l'IGN pour la période actuelle (1950 à aujourd'hui).

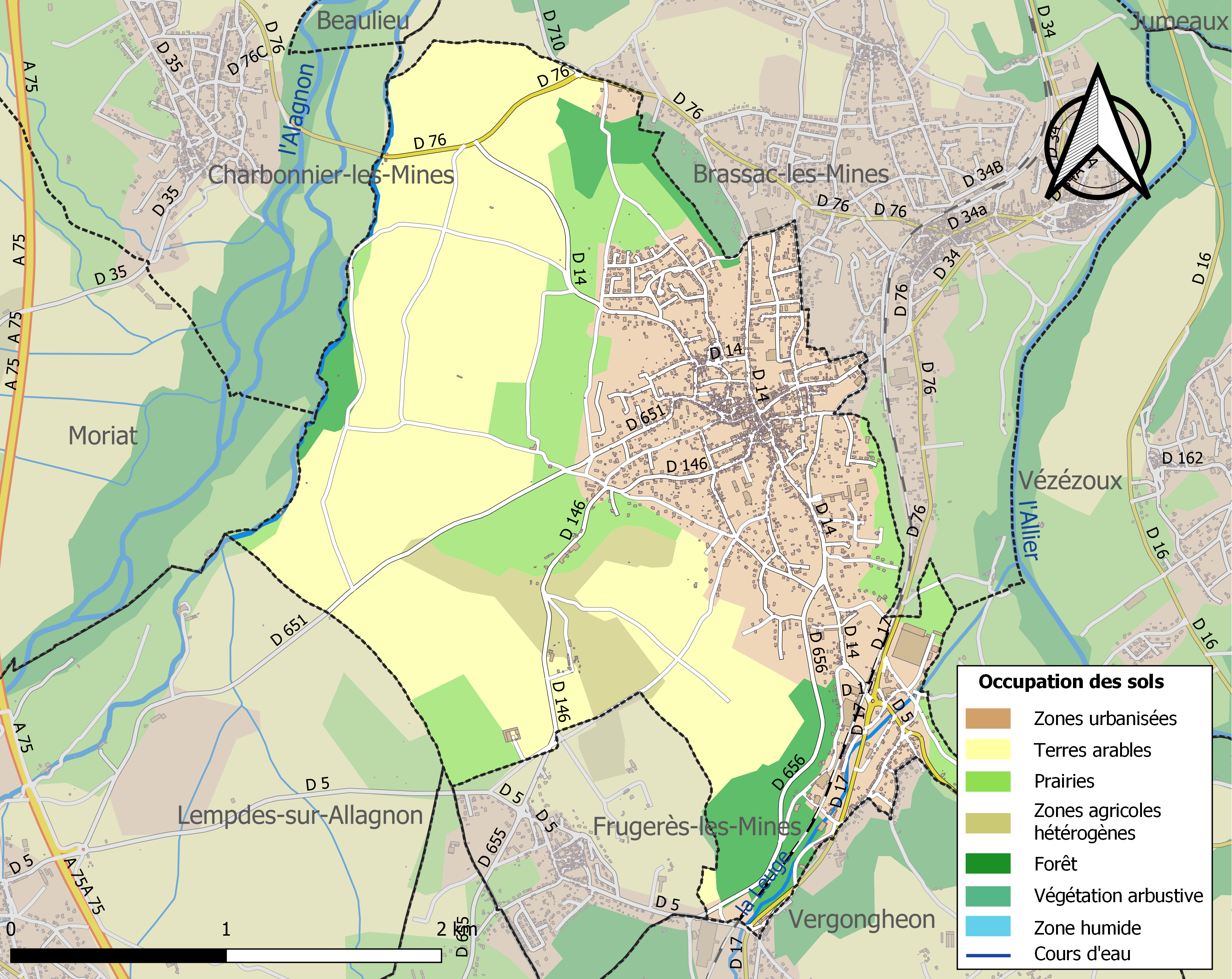
Carte des infrastructures et de l'occupation des sols de la commune en 2018 (CLC).

### Habitat et logement
En 2018, le nombre total de logements dans la commune était de 1 865, alors qu'il était de 1 767 en 2013 et de 1 753 en 2008.
Parmi ces logements, 81,1 % étaient des résidences principales, 2,9 % des résidences secondaires et 15,9 % des logements vacants. Ces logements étaient pour 83 % d'entre eux des maisons individuelles et pour 16,6 % des appartements.
Le tableau ci-dessous présente la typologie des logements à Sainte-Florine en 2018 en comparaison avec celle de la Haute-Loire et de la France entière. Une caractéristique marquante du parc de logements est ainsi une proportion de résidences secondaires et logements occasionnels (2,9 %) inférieure à celle du département (16,1 %) mais supérieure à celle de la France entière (9,7 %). Concernant le statut d'occupation de ces logements, 68,1 % des habitants de la commune sont propriétaires de leur logement (66,6 % en 2013), contre 70 % pour la Haute-Loire et 57,5 pour la France entière.
| Typologie                                               | Sainte-Florine | Haute-Loire | France entière |
| ------------------------------------------------------- | -------------- | ----------- | -------------- |
| Résidences principales (en %)                           | 81,1           | 71,5        | 82,1           |
| Résidences secondaires et logements occasionnels (en %) | 2,9            | 16,1        | 9,7            |
| Logements vacants (en %)                                | 15,9           | 12,4        | 8,2            |

## Toponymie
Anciennes mentions : In cultura de Sancta Florina, in vicaria de Alson, in villa de Seveirag (XIe siècle), Ecclesia de S. Florina (XIe siècle), Capellanus de S. Fludina (vers 1110), Villa de S. Flurina (1220), Conventus monacharum S. Florinæ (1293), Priorat del Saynta Florina (1341), Sainte-Flourine (1401), Prieuré de S. Fleurine (1516), Sainte-Florine (XVIIIe siècle), Florine-le-Charbon (1793).

## Histoire

### Historiographie
Aucun historien de métier n'a fait d'expertise de l'histoire de Sainte-Florine. L'abbé Cubizolles a donné quelques indications précises et quelques articles d'amateurs font allusion à Sainte-Florine dans l'Almanach de Brioude. Enfin, le mémoire d'Huguette Redon a le mérite d'exister mais il ajoute de la "légende" avec quelques caricatures historiques regrettables et ne donne malheureusement pas les sources. Un travail sérieux reste donc à conduire.

### L'ancien bourg: une villa romaine
La villa de Seiverag semble issue de l'Antiquité. Des structures gallo-romaines ainsi que des monnaies datées du Ier siècle apr. J.-C. ont été mises au jour lors du chantier de construction du chemin de fer. Nous ne possédons pas d'"Actes" du martyre de la vierge Florine. Le premier texte mentionnant le sanctuaire de Florine est le cartulaire du monastère de Sauxillanges.
La ville a porté différents noms à travers les âges. D'abord nommé Seveirag dans les sources, il semble qu'une forteresse était située sur les hauteurs de l'actuel Sainte-Florine (?). On ne connait que mal la forme de ce bâtiment. Le nom vient de Sever Ager dont la traduction signifie "région administrative de Sévère" (gouverneur romain). Puis le nom de Florine apparaît. La légende fait remonter l'histoire de Florine au temps de Brandulus (Ive s.) mais rien n'est certain. Plus tard, Sainte-Florine a été dénommée "Florine-Les-Charbons" : les fougues révolutionnaires avaient voulu supprimer le nom trop « chrétien » de la ville. Mais en 1798, le nom « Sainte-Florine » revient non sans mal...

### Sancta Florina

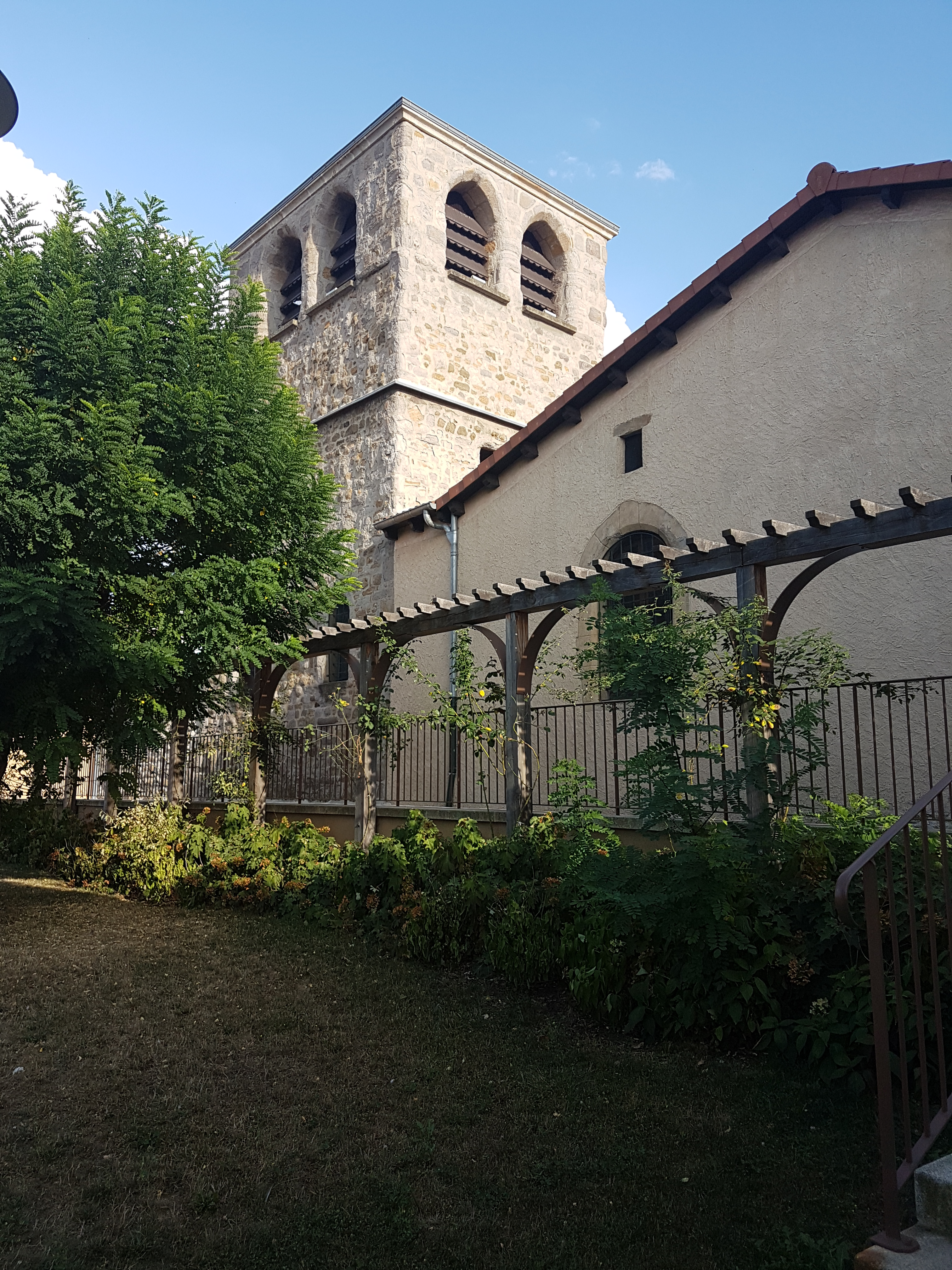
Église de Sainte-Florine (clocher)

Du IVe siècle à l'an mil, nous ne savons absolument rien pour l'instant, faute de fouilles.
Le vieux bourg de Seiverag fut supplanté par celui de Sancta-Florina. Brandulus étant gouverneur d'Auvergne, (?) Florina martyrisée devint un exemple pour les habitants de Seiverag. Florine fut alors considérée comme sainte et le culte débuta. Le nom Florine dérive de "fleur" et peut également évoquer "Flore" déesse italienne de la végétation mais aussi Flora de Cordoue, vierge et martyre (+851).

### Féodalité: château et fortifications
La connaissance des sources n'est pas encore claire : les écrits érudits et les articles mélanges parfois plusieurs lieux : où était situé le château ? On peut penser que le quartier de la corne était le lieu du dit "château". Dès le début de la féodalité, les seigneurs d'Auzon tiennent ce domaine en fief (cultura de Sainctae Florinae, vicaria d’Also).

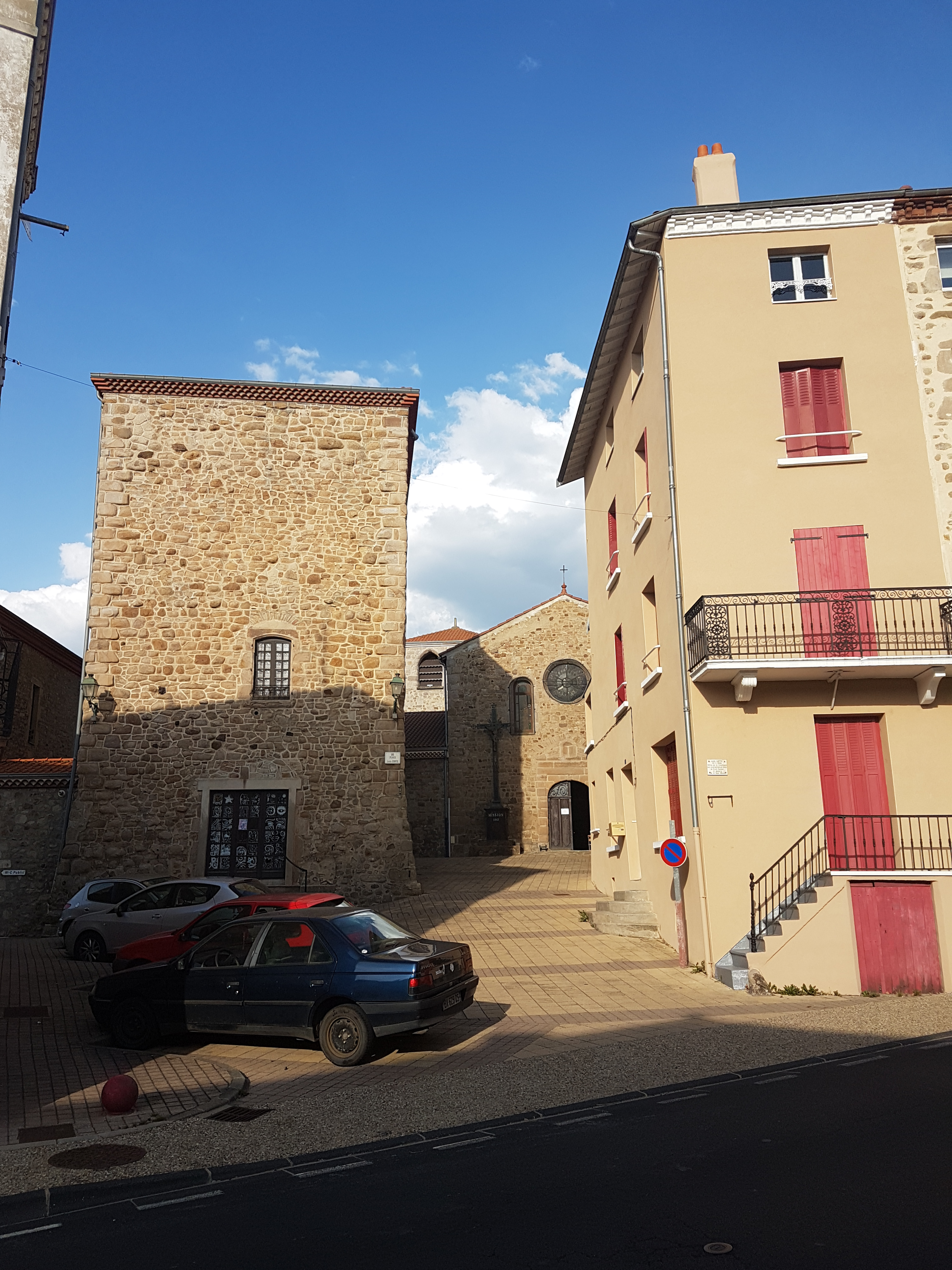
l'église de Sainte-Florine en Haute-Loire (Auvergne)

Cette villa est également mentionnée dans une charte du XIe siècle où, Bompar d'Auzon, donne au chapitre de Saint-Julien de Brioude, un manse appartenant à cette villa. Un sanctuaire chrétien est édifié et les d'Auzon ainsi que la famille de Laroche se partagent ses revenus. Le fondateur, un propriétaire terrien, ancêtre de Bompar d'Auzon, parent de Guillaume de la Roche, qui avait donné sainte Florine comme titulaire au sanctuaire avait édifié un sanctuaire à ses frais sur ses terres. Ainsi vers l'an mil un terroir porte déjà le nom de Florine. Seveirag, la villa romaine du lieu était donc devenu un petit village entourant la chapelle Sainte-Florine. Dès le début du XIIe siècle, le village de Sainte-Florine porte le nom de la sainte : il est souvent appelé à l'époque "villa de Sainte-Florine". On connait également deux clercs de l'église de Sainte-Florine : en 1112, un certain Robert est prêtre de Sainte-Florine et en 1122, un certain Julien est nommé comme chapelain de Sainte-Florine.
Si l'on en croit le rapport d'Huguette Redon, le dit "château" est au XVe siècle véritablement une forteresse appartenant au seigneur de La Roche. Vers 1700, le seigneur du lieu est le chevalier Jean-Baptiste de Pons, comte de Collanges et de Sainte-Florine...
En 1070 (?), le seigneur de la Roche aurait fait don de l'église de Sainte-Florine (à quoi ressemble-t-elle ?) aux moines de Cluny par le truchement de Sauxillanges.

### Couvent de moniales de Sainte-Florine

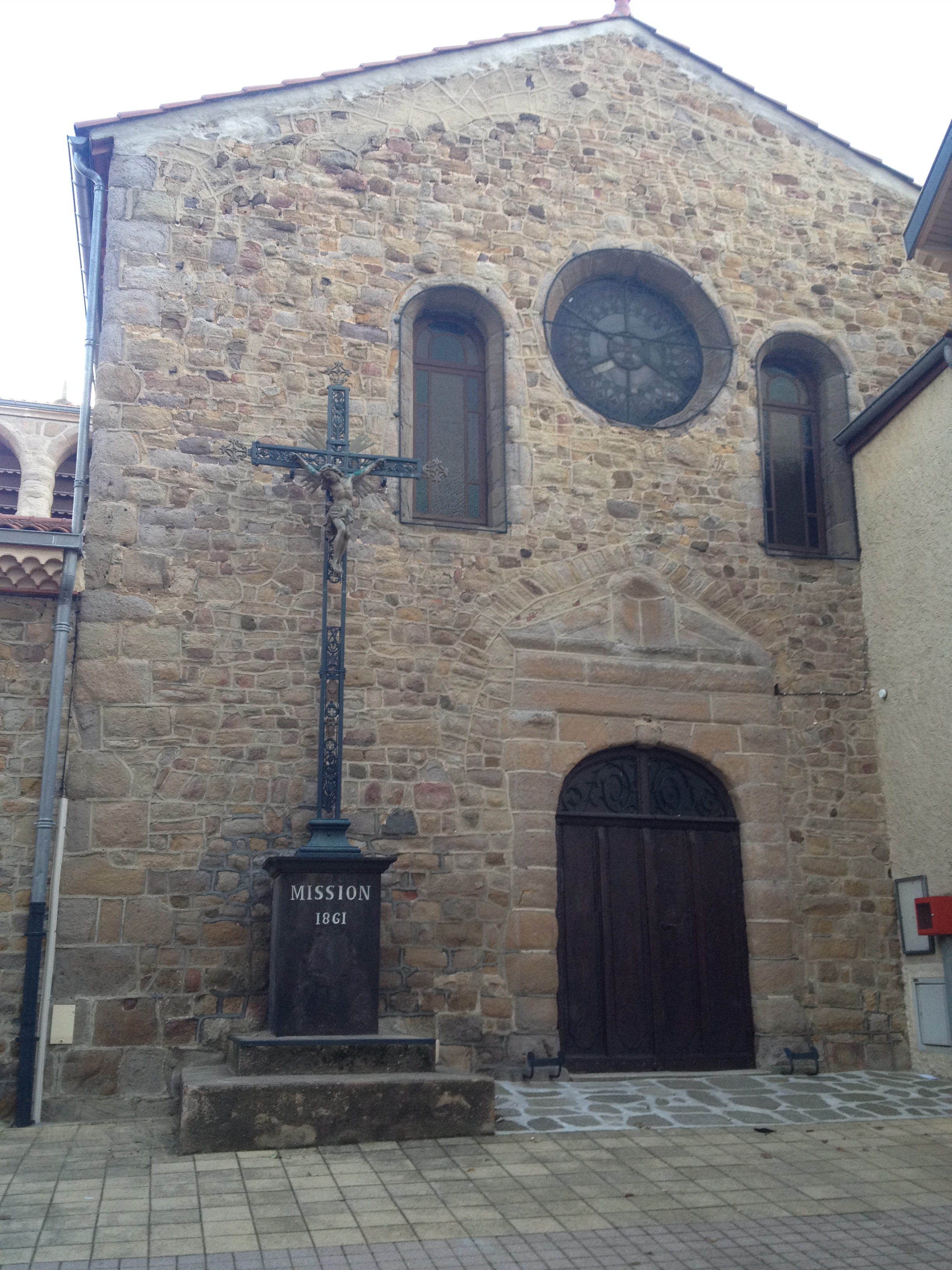
Façade.

Le monastère est situé à côté de l'église Saint-Jacques. Il est composé de logis aménagés autour d'une cour rectangulaire. En mauvais état, il est aujourd'hui menacé. Les logis ont été vendus séparément à la Révolution. Les logis de type vigneron sont toujours visibles. Dans la région, la première communauté de religieuses s'établit en 1151 à Esteil alors sur la commune d'Auzat-sur-Allier. Elle se développe rapidement. En 1201, Sybille, fille du comte d'Auvergne Robert V et religieuse de Fontevrault maison mère de l’ordre de Fontevraud fait élever un autre couvent à Seiverag qui va prendre le nom de Sainte-Florine. En avril 1641, l'église est construite. Le monastère compte vingt moniales. La dernière prieure de Sainte-Florine avant la fin de l'Ancien Régime est Marie de la Volpilière (1787)[réf. à confirmer]. On peut penser que le dit cloître correspond à l'actuelle cour carrée située à côté de l'église. L'entrée des moniales se faisait par la chapelle accolée encore à l'église. Les moniales devaient assister à l'office dans la chapelle.
Au XIIIe siècle, on connait le nom des prieures Catherine de Lespinasse et Catherine de Trizei. On décide visiblement de faire fortifier le couvent. La tour carrée était-elle de cet élément fortifié ? On peut le penser, mais la formule reste étrange pour un couvent. L'ensemble des années 1440 est aujourd'hui visible - fondu dans des constructions.
En 1635 des moniales de Sainte-Florine fondent le prieuré fontevriste de Brioude.
Le prieuré et les biens de la communauté ont été vendus en 1791.

### Période révolutionnaire
Au cours de la période révolutionnaire de la Convention nationale (1792-1795), la commune a porté le nom de Florine-le-Charbon : il faut signaler également que pendant certaines périodes, la procession d'enterrement (en tenue de chœur pour le prêtre) était interdite dans les rues de la ville.

### L'église paroissiale (Saint-Jacques)

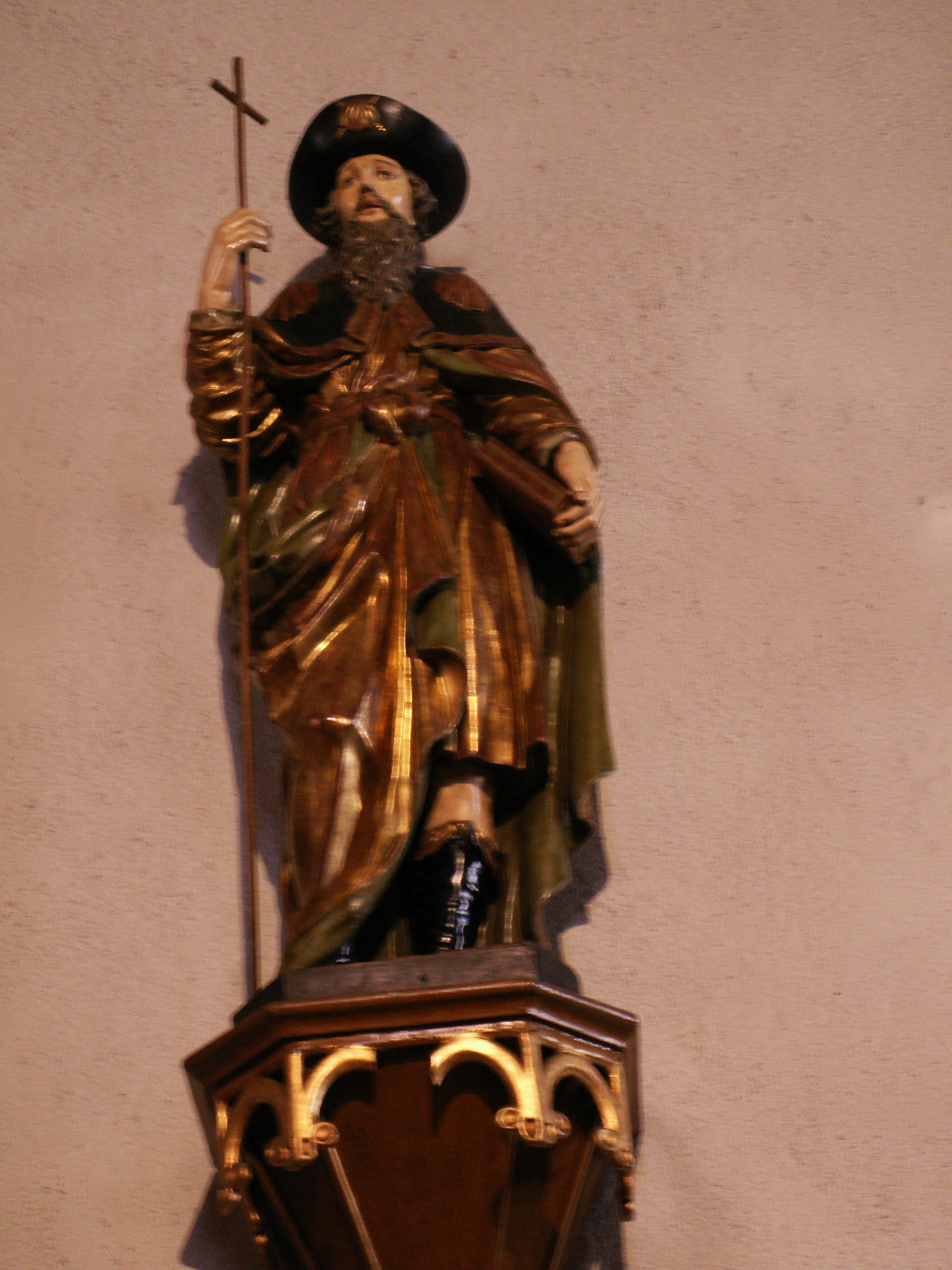
Statue de saint Jacques dans l'église de Sainte-Florine.

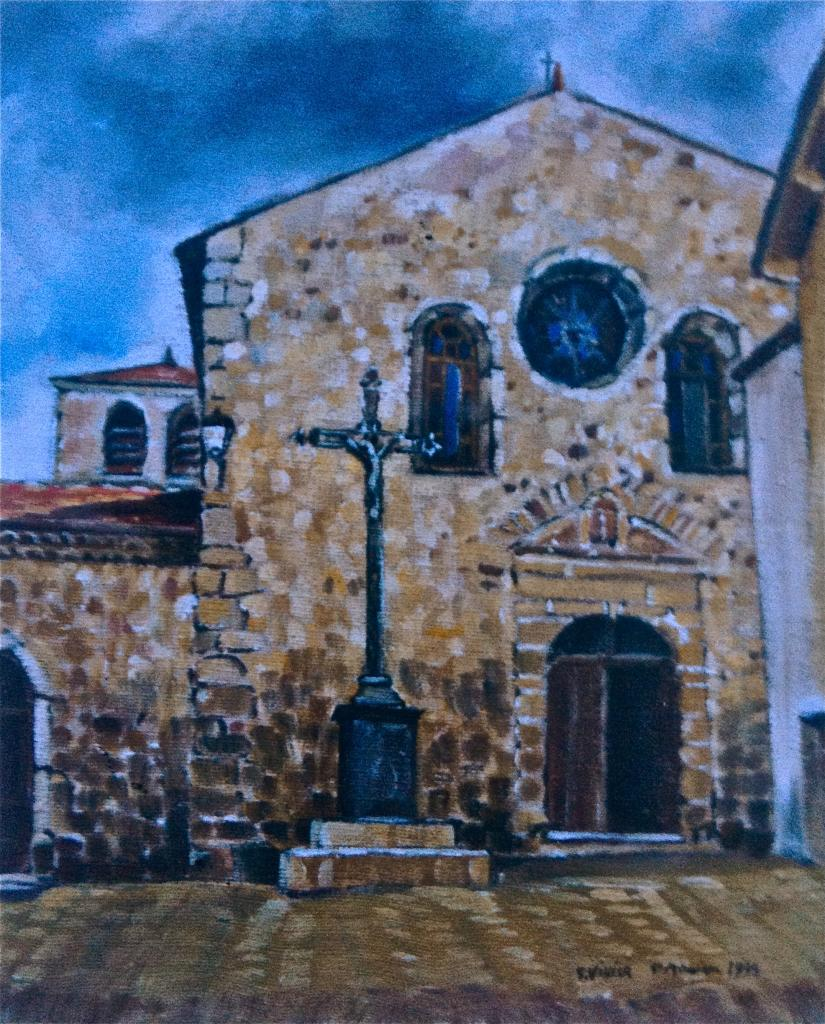

L’église de Sainte-Florine a été construite au XVIIe (1641). Elle est issue d'un vieux prieuré fontevriste.
En 1070 l'église est confiée à Sauxillanges. Puis en 1201 une église est construite vers le couvent. L'église actuelle reconstruite sur les murs de l'ancienne église (on remarque des reprises du mur du chevet plat), a été réparée vers 1743. L'autel et les boiseries (malheureusement à restaurer) sont de 1755 : il est représenté la prieure du côté de l'épître et Sainte-florine du côté de l'évangile : deux médaillons. L'artisan a signé le maitre-autel : "amiral fecit". Remise en état en 1936 générale de l'édifice.
Le tracé du cloître du couvent reste visible. La chapelle latérale conserve la trace de ce couvent. La nef couverte en plein cintre possède un seul bas côté nord. Le chœur assez étroit se présente sous la forme d'un chevet plat. Le clocher carré est percé de deux baies à arc brisé sur chaque face. Ce clocher est-il le vestige "gothique" des églises postérieures : on peut le penser, il présente les caractéristiques des XIIIe et XIVe siècles.
En façade une rose étroite surmonte le portail, tandis qu'à l'est la rose ouvrant sur le chœur a été obturée sûrement lors du montage du retable de bois montant jusqu'à la voûte. La chaire démontée se trouve être coupée en plusieurs morceaux. Le corps de la chaire se situe dans le chœur tandis que son parapluie se trouve entreposé au-dessus de la porte latérale. Un escalier dans œuvre est ménagé dans le mur et permet d'accéder au balcon de bois surplombant l'espace d'avant-nef. L'église paroissiale est dédiée à saint Jacques. d'après d'anciennes photographies le banc de communion était également surmonté d'un arc de nef en fer forgé délimitant l'espace du clergé cloitré ? La chaire était située à droite.

### La chapelle Sainte-Florine (cimetière)
Au XIXe, la chapelle (datant de 1740) dédiée à sainte Florine a été reconstruite près du cimetière. Elle possède une nef unique voûtée en plein cintre et un chevet plat. Les parements sont réalisés en appareil irrégulier. Un simple clocheton termine le pignon de façade. Un auvent réalisé en béton et en bois, fait office d'avant-nef, séparé de la nef par une simple grille. L'autel, surmonté de colonnes torsadées polychromes, a été modifié récemment par des fresques contemporaines avec un tableau moderne représentant la sainte.

En 1739, il y eut la bénédiction de la chapelle. Puis en 1780, il y eut la construction d'une nouvelle chapelle. Elle fut restaurée en 1808, en 1873, 1903, 1936.

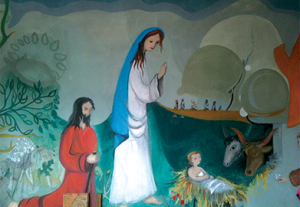
Nativité (chapelle Sainte-Florine)

Gilbert Belin a réalisé des peintures murales sur l'ensemble de la chapelle en 2013. Les fresques représentent la sainte et des passages de la vie du Christ dans des paysages imaginaires rappelant tant les décors médiévaux que contemporains. On retrouve les thèmes de la nativité du Christ, de la passion du Christ, de sainte Véronique, des rois mages et même de saint Jean. Les décors baroques ont été intégrés partiellement à cette nouvelle décoration. L'iconographie riche en détails redonne une nouvelle vie à cette chapelle. Le tableau baroque de la sainte a été déplacé pour l'instant dans l'église paroissiale pour laisser la place à une représentation contemporaine de Florine. Dans un style décomplexé, reprenant la tradition iconographique des grands thèmes de la peinture chrétienne, le peintre a fait jouer les couleurs vives. Les éléments végétaux, les branches, les montagnes rappellent l'iconographie médiévale. Les personnages eux ne sont pas sans rappeler Buffet ou peut-être même Cocteau. Les scènes tragiques de la passion prennent un caractère attendrissant et aimable. C'est toute la synthèse d'un héritage chrétien merveilleux qui se joue sur un fond bleu représentant le ciel éternel. Ce ciel rappelle encore la tradition des voûtes étoilées médiévales et de la Renaissance.

Chapelle Sainte-Florine (peintures murales)
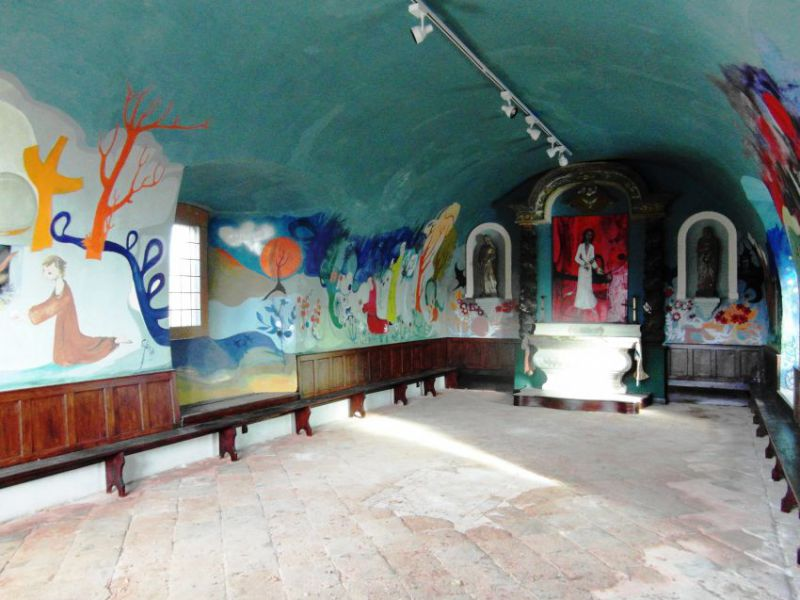
voute Sainte-Florine
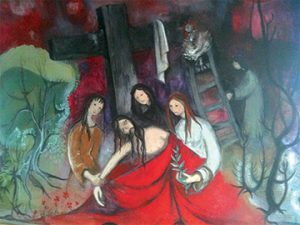
descente de croix (chapelle Sainte-Florine

### La liturgie "florinoise"
Il est difficile de faire l'histoire de la liturgie de Sainte-Florine. Assurément, et d'après les études récentes, la liturgie brivadoise rayonnait dans l'ensemble du Brivadois et même au-delà. Dans l'église de Pébrac, on avait copié pour bréviaire de Brioude pour l'adapter à la communauté. La liturgie fontevriste réservait certainement une place particulière à sainte Florine dans le couvent de la ville. Aujourd’hui les bréviaires de Brioude donnent quelques information sur le culte de la sainte. Après la Révolution, la paroisse toujours fervente, avait construit et reconstruit une chapelle spécialement dédiée à sainte Florine. L'abbé Cubizolles, dans son étude consacrée à sainte Florine avait relevé la présence de Florine dans le bréviaire de 1518 de Brioude. Une étude récente révèle que sainte Florine était célébrée par les chanoines de Brioude depuis les années 1420. Les bréviaires du Puy et de Clermont n'en parlent pas. Les missels de Brioude ne parlent pas de Florine avant le XVe siècle : la réputation de la sainte était peut-être plus locale. On fête Florine par une liturgie de 3 leçons à Brioude dès 1420. Au XVIIe siècle Florine est toujours fêtée à Brioude par un office de "commémoraison". Cette fête était célébrée à Brioude le 7 mai du XVe siècle jusqu'au XVIIe siècle. Dès le XVIIIe siècle, la fête de Florine était réalisée à Brioude à la date du 16 juin.

### Les édifices de "Florine" (Mazoires & Sainte-Florine)
Ici se trouvent l'église de Sainte-Florine - dédiée à saint Jacques (commune de Sainte-Florine), la chapelle de Sainte-Florine, et l'église de Mazoires (village de la sainte)

lieux de cultes liés à la vierge Florine
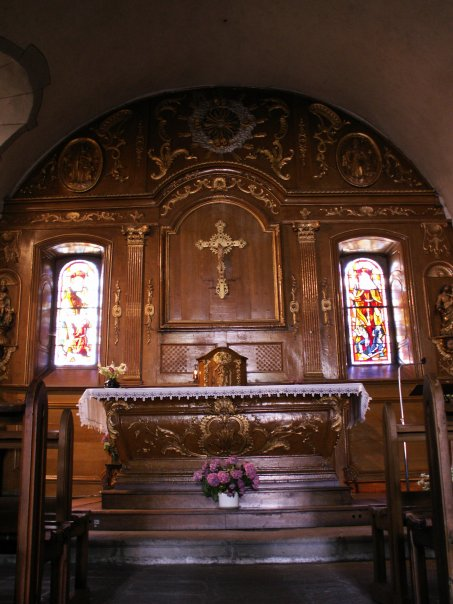
Église paroissiale de Sainte-Florine dédiée à saint Jacques
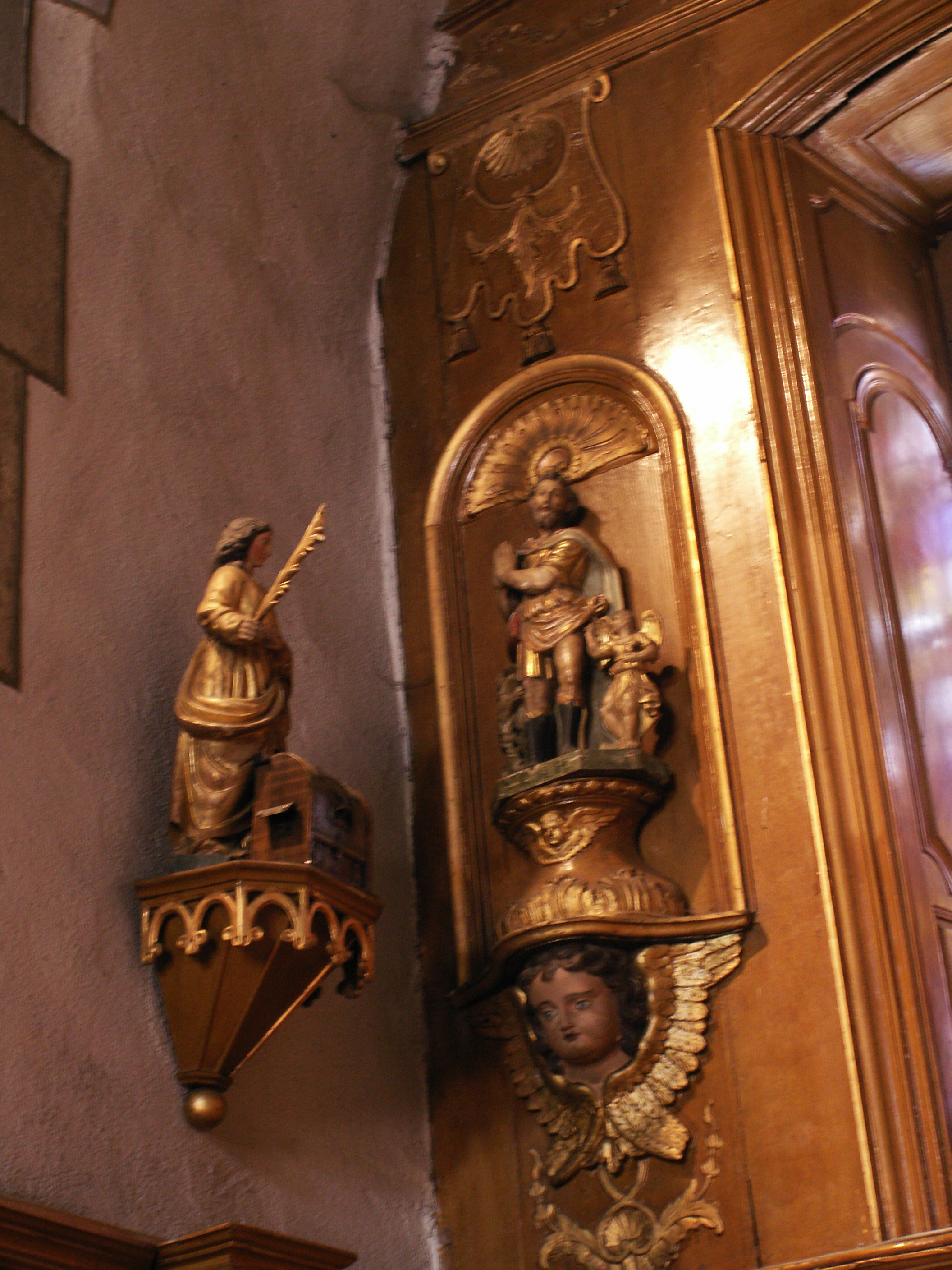
Statues du retable.
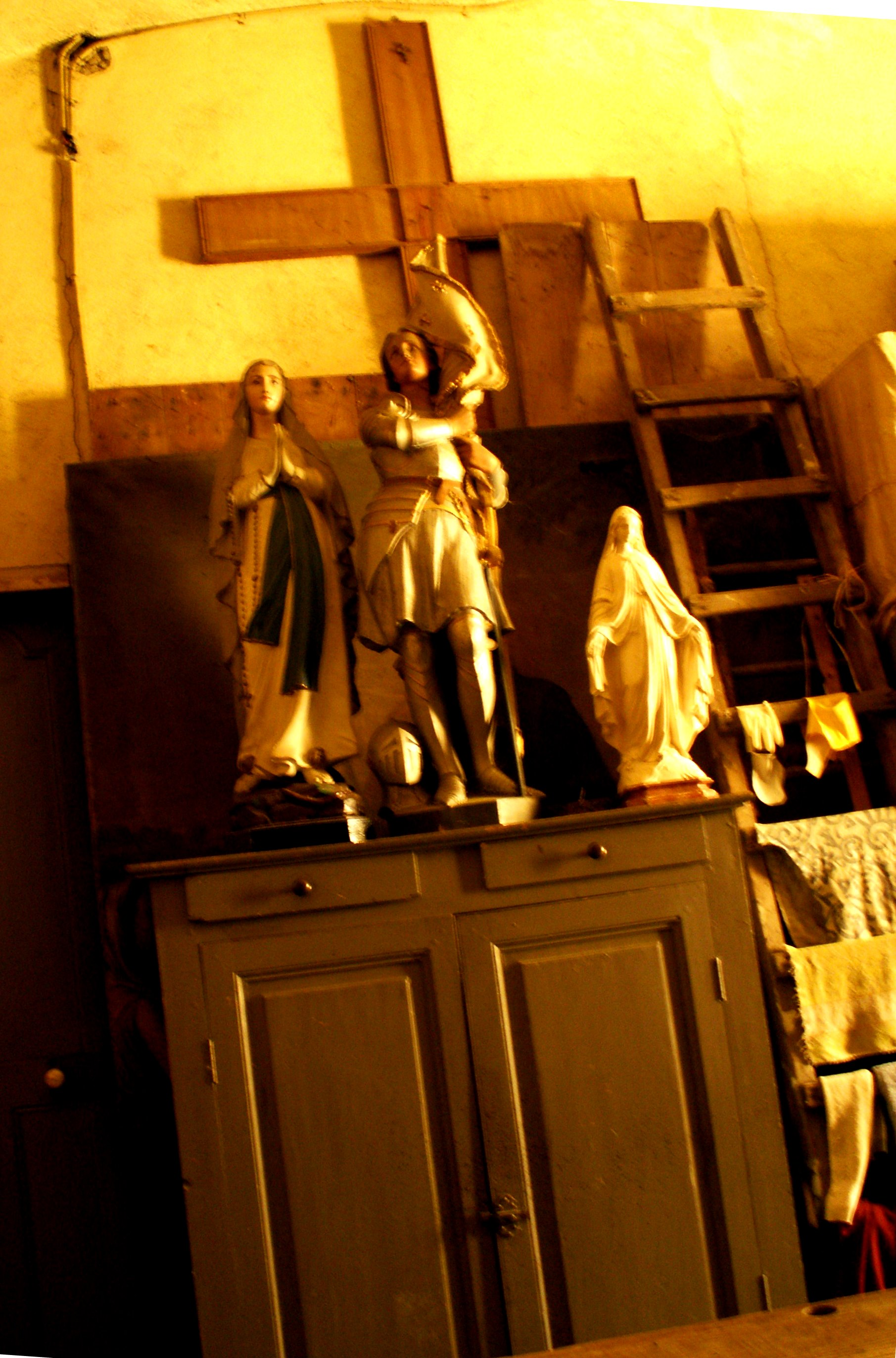
Sacristie.
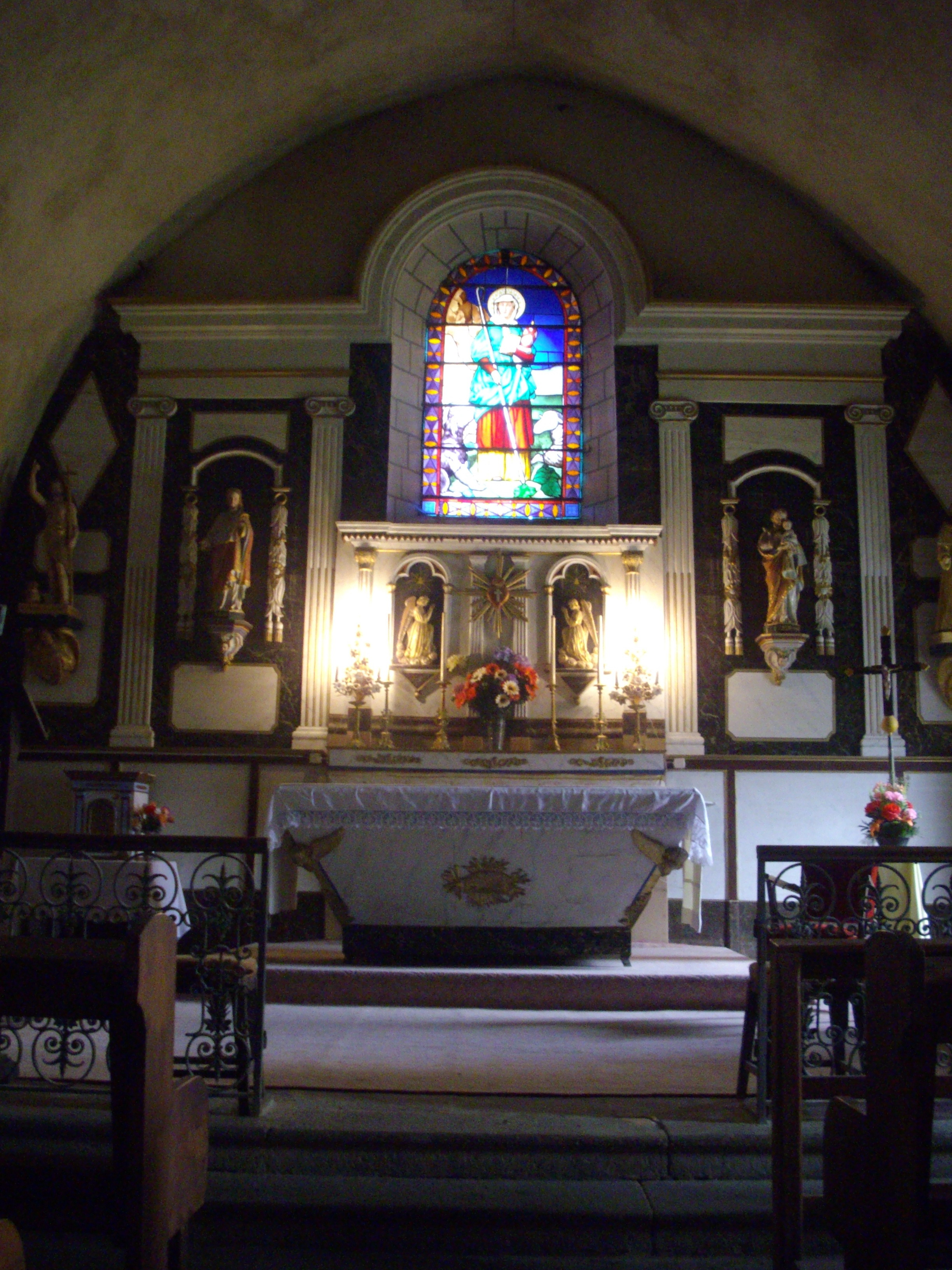
Église de Mazoires où sont les reliques de sainte Florine.
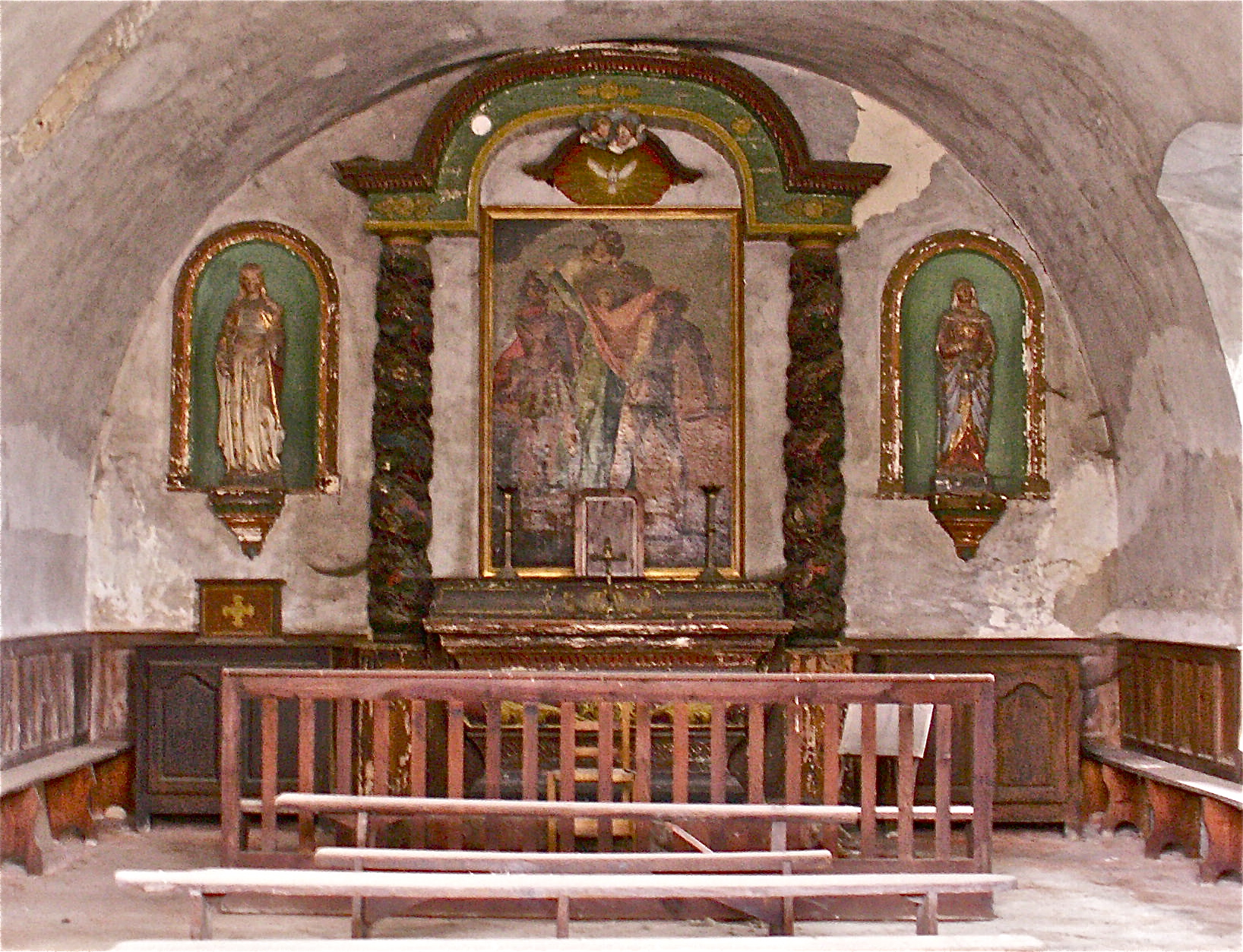
Le retable tridentin de la chapelle de Sainte-Florine dégradé en 2012.
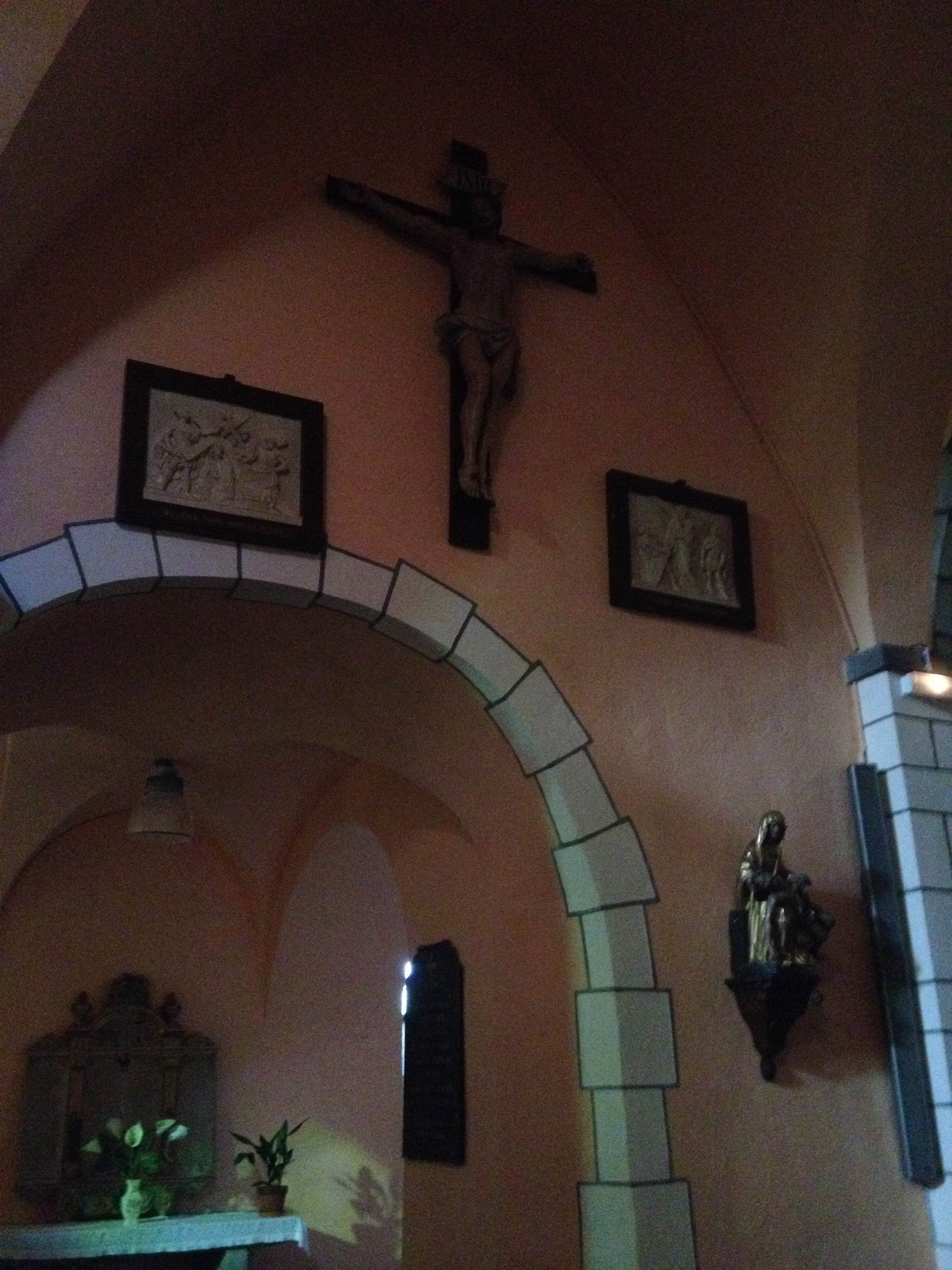
La récente restauration valorise l'église dans son aspect déjà revisité dans les années 1930. L'église avait un autre aspect plus « tridentin » avant le XXe siècle.
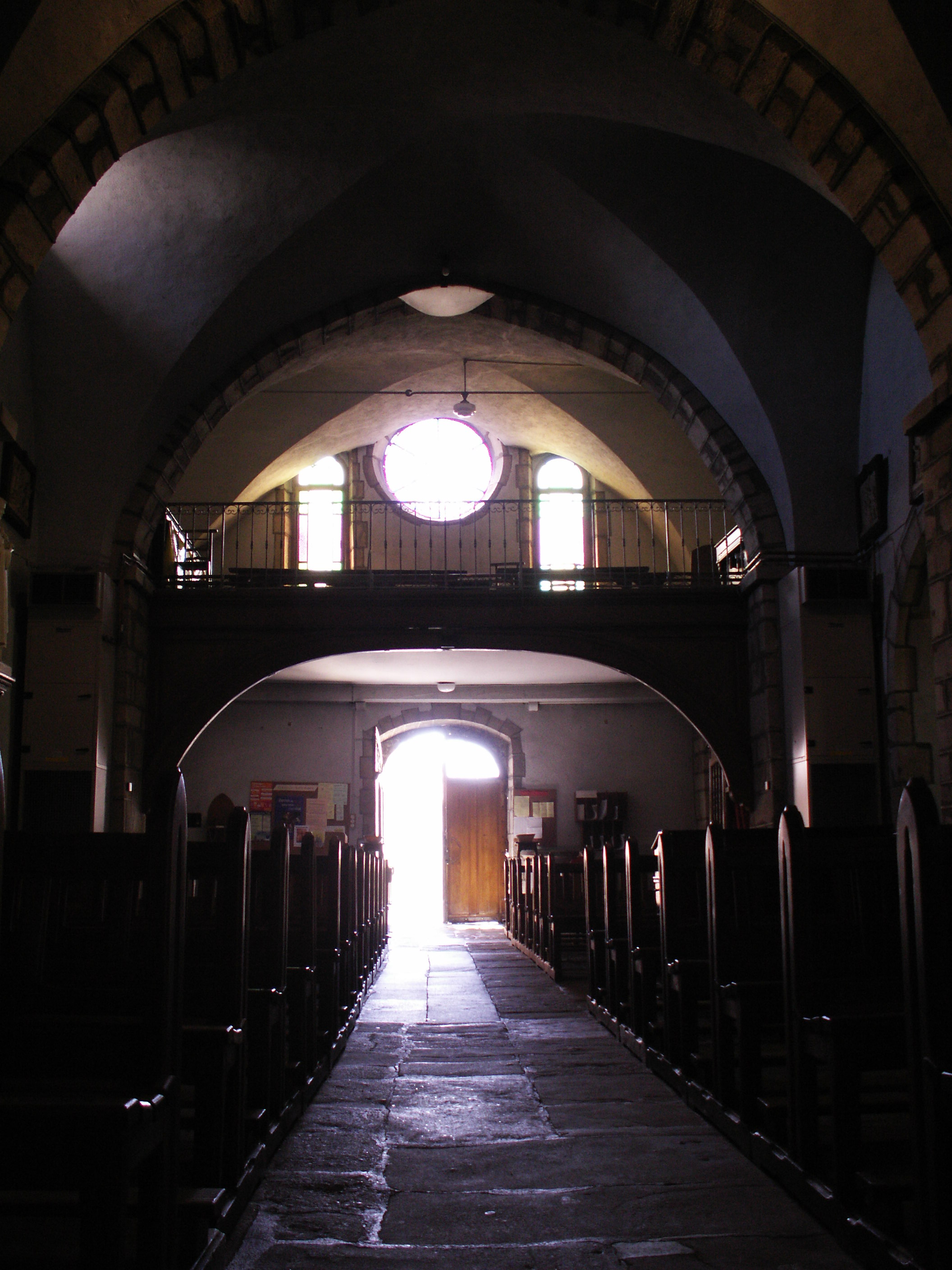
nef de l'église paroissiale
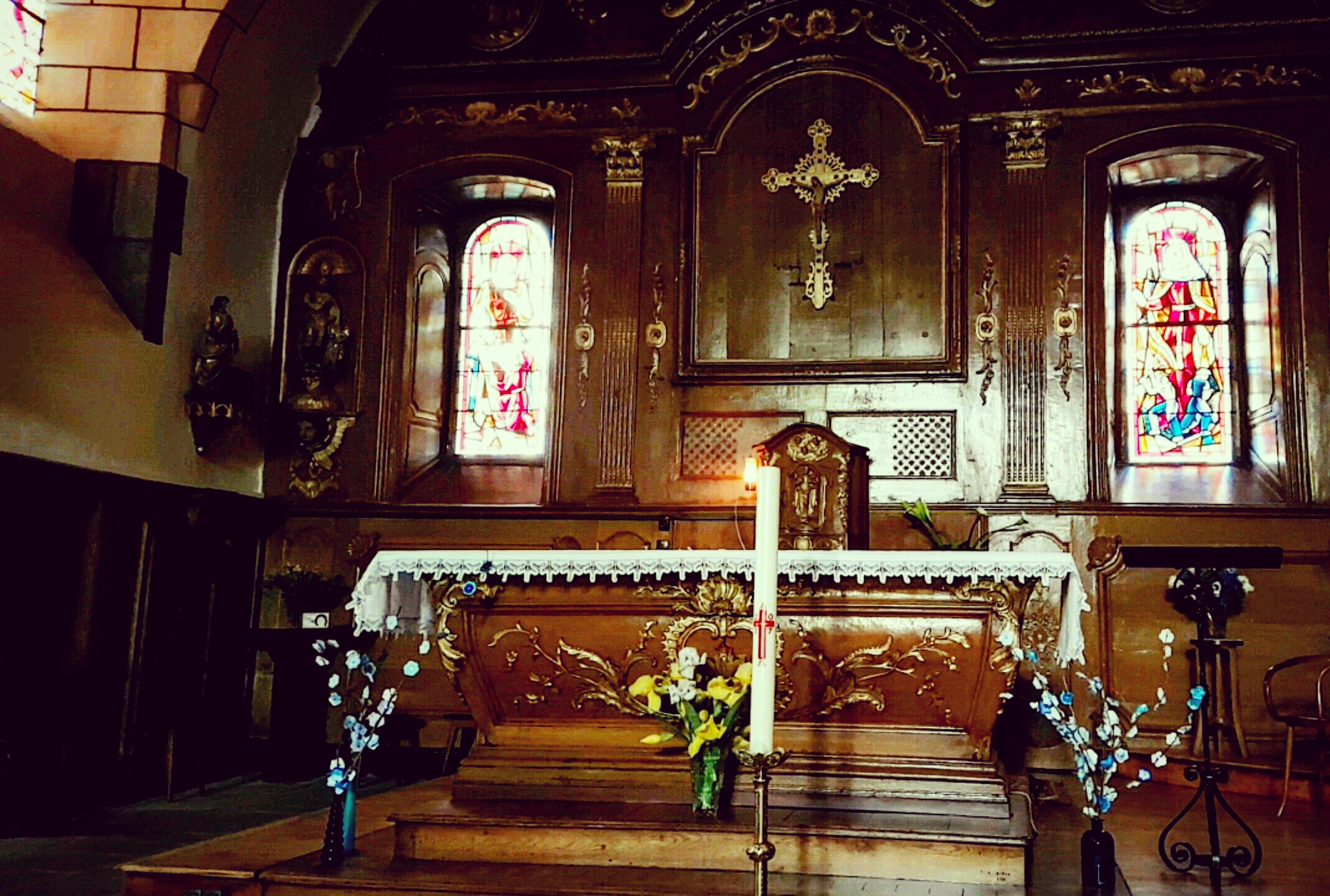
Maitre autel de l'église de Sainte-Florine
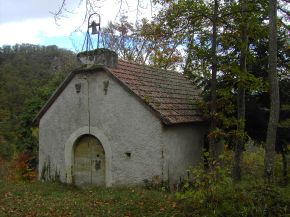
Chapelle Sainte-Pezade (Sainte-Florine) sur le lieu du martyr (d'après la légende)

### Charbon & vins
On ne peut parler de cette partie de l'Auvergne sans rappeler l'histoire des mines. Malheureusement, les villes du bassin minier ont souvent décidé d'effacer les traces de l'histoire : les monuments de la Mine sont souvent rasés : ce fut le cas à Auzon. Pourtant, on fait de l'extraction du charbon la principale économie de la région au XIXe siècle et au XXe siècle. Depuis le XVe siècle, peut-être avait-on commencé à l'exploiter.
On ne peut effacer non plus de la mémoire le passé viticole de la région. La récolte de 1792-93 avait été abondante en Auvergne alors qu'elle été déficitaire dans les autres provinces. Les marchands de l'Allier vendaient du vin ou du charbon : il fut un temps ou le vin était plus porteur que le charbon.

## Politique et administration

### Découpage territorial
La commune de Sainte-Florine est membre de la communauté de communes Auzon Communauté, un établissement public de coopération intercommunale (EPCI) à fiscalité propre créé le 21 décembre 2000 dont le siège est à Auzon. Ce dernier est par ailleurs membre d'autres groupements intercommunaux.
Sur le plan administratif, elle est rattachée à l'arrondissement de Brioude, au département de la Haute-Loire, en tant que circonscription administrative de l'État, et à la région Auvergne-Rhône-Alpes.
Sur le plan électoral, elle dépend du canton de Sainte-Florine pour l'élection des conseillers départementaux, depuis le redécoupage cantonal de 2014 entré en vigueur en 2015, et de la deuxième circonscription de la Haute-Loire   pour les élections législatives, depuis le redécoupage électoral de 1986.

### Tendances politiques et résultats
| Scrutin             | Scrutin             | 1er tour | 1er tour | 1er tour | 1er tour | 1er tour    | 1er tour | 1er tour | 1er tour | 1er tour | 1er tour | 1er tour | 1er tour | 2d tour | 2d tour | 2d tour | 2d tour | 2d tour | 2d tour |
| Scrutin             | Scrutin             | 1er      | 1er      | %        | 2e       | 2e          | %        | 3e       | 3e       | %        | 4e       | 4e       | %        | 1er     | 1er     | %       | 2e      | 2e      | %       |
| ------------------- | ------------------- | -------- | -------- | -------- | -------- | ----------- | -------- | -------- | -------- | -------- | -------- | -------- | -------- | ------- | ------- | ------- | ------- | ------- | ------- |
| Présidentielle 2017 | Présidentielle 2017 |          | LFI      | 26,67    |          | RN          | 25,03    |          | EM       | 24,24    |          | LR       | 9,49     |         | EM      | 60,90   |         | RN      | 39,10   |
| Présidentielle 2022 | Présidentielle 2022 |          | RN       | 31,09    |          | EM          | 21,37    |          | LFI      | 21,25    |          | REC      | 5,21     |         | RN      | 55,54   |         | EM      | 44,46   |
| Législatives 2022   | 2e                  |          | LR       | 28,47    |          | LFI (NUPES) | 26,00    |          | RN       | 24,00    |          | PR (ENS) | 12,68    |         | LR      | 55,91   |         | LFI     | 44,09   |
| Législatives 2024   | 2e                  |          | RN       | 41,57    |          | LR          | 24,70    |          | PS (NFP) | 21,81    |          | RE (ENS) | 10,21    |         | LR      | 55,80   |         | RN      | 44,20   |

### Liste des maires
| Période                                  | Période   | Identité       | Étiquette | Qualité |
| ---------------------------------------- | --------- | -------------- | --------- | --- |
| Les données manquantes sont à compléter. |           |                |           | |
| mars 1977                                | mars 2001 | Gabriel Gay    | PS        | Conseiller général du Canton d'Auzon (1998-2004)                                                                        |
| mars 2001                                | mai 2020  | Nicole Chassin | PS        | Conseillère générale du Canton d'Auzon (2004-2015) Conseillère départementale du Canton de Sainte-Florine (depuis 2015) |
| mai 2020                                 | En cours  | Raymond Fouret | DVG       | Enseignant |

### Jumelage
- Zeulenroda-Triebes (Allemagne).

## Population et société

### Démographie

#### Évolution démographique
L'évolution du nombre d'habitants est connue à travers les recensements de la population effectués dans la commune depuis 1793. Pour les communes de moins de 10 000 habitants, une enquête de recensement portant sur toute la population est réalisée tous les cinq ans, les populations de référence des années intermédiaires étant quant à elles estimées par interpolation ou extrapolation. Pour la commune, le premier recensement exhaustif entrant dans le cadre du nouveau dispositif a été réalisé en 2008.

En 2022, la commune comptait 3 257 habitants, en évolution de +4,29 % par rapport à 2016 (Haute-Loire : +0,36 %, France hors Mayotte : +2,11 %).
| 1793 | 1800  | 1806  | 1821  | 1831  | 1836  | 1841  | 1846  | 1851  |
| ---- | ----- | ----- | ----- | ----- | ----- | ----- | ----- | ----- |
| 942  | 1 104 | 1 054 | 1 274 | 1 266 | 1 369 | 1 573 | 1 608 | 1 676 |

| 1856  | 1861  | 1866  | 1872  | 1876  | 1881  | 1886  | 1891  | 1896  |
| ----- | ----- | ----- | ----- | ----- | ----- | ----- | ----- | ----- |
| 1 733 | 1 918 | 2 080 | 2 181 | 2 504 | 2 558 | 2 930 | 2 837 | 3 079 |

| 1901  | 1906  | 1911  | 1921  | 1926  | 1931  | 1936  | 1946  | 1954  |
| ----- | ----- | ----- | ----- | ----- | ----- | ----- | ----- | ----- |
| 3 243 | 3 027 | 2 896 | 2 696 | 2 847 | 2 845 | 2 810 | 2 755 | 2 864 |

| 1962  | 1968  | 1975  | 1982  | 1990  | 1999  | 2006  | 2008  | 2013  |
| ----- | ----- | ----- | ----- | ----- | ----- | ----- | ----- | ----- |
| 3 291 | 3 625 | 3 673 | 3 335 | 3 021 | 3 002 | 3 105 | 3 121 | 3 047 |

| 2018  | 2022  | - | - | - | - | - | - | - |
| ----- | ----- | - | - | - | - | - | - | - |
| 3 185 | 3 257 | - | - | - | - | - | - | - |

#### Pyramide des âges
La population de la commune est relativement âgée.
En 2018, le taux de personnes d'un âge inférieur à 30 ans s'élève à 29,7 %, soit en dessous de la moyenne départementale (31 %). À l'inverse, le taux de personnes d'âge supérieur à 60 ans est de 33,6 % la même année, alors qu'il est de 31,1 % au niveau départemental.
En 2018, la commune comptait 1 500 hommes pour 1 685 femmes, soit un taux de 52,9 % de femmes, largement supérieur au taux départemental (50,87 %).
Les pyramides des âges de la commune et du département s'établissent comme suit.
| Hommes | Classe d’âge | Femmes |
| ------ | ------------ | ------ |
| 0,8    | 90 ou +      | 2,7    |
| 10,4   | 75-89 ans    | 12,9   |
| 19,3   | 60-74 ans    | 20,9   |
| 21,6   | 45-59 ans    | 20,5   |
| 16,5   | 30-44 ans    | 14,9   |
| 14,1   | 15-29 ans    | 13,1   |
| 17,3   | 0-14 ans     | 15,1   |

| Hommes | Classe d’âge | Femmes |
| ------ | ------------ | ------ |
| 0,9    | 90 ou +      | 2,5    |
| 8,4    | 75-89 ans    | 11,7   |
| 20,4   | 60-74 ans    | 20,5   |
| 21,3   | 45-59 ans    | 20,3   |
| 16,8   | 30-44 ans    | 16,3   |
| 15,2   | 15-29 ans    | 13,2   |
| 17     | 0-14 ans     | 15,6   |

## Économie
La commune abrite un certain nombre d'entreprises industrielles :
- Valeo (ex-SAGEM), systèmes de contrôle moteur.
- C.C.M.O.P. Comptoir Commercial Mécanique et d'Outillage de Précision.

### Revenus
En 2018, la commune compte 1 523 ménages fiscaux, regroupant 3 165 personnes. La médiane du revenu disponible par unité de consommation est de 19 660 € (20 800 € dans le département). 39 % des ménages fiscaux sont imposés (42,8 % dans le département).

### Emploi
| Division       | 2008  | 2013   | 2018  |
| -------------- | ----- | ------ | ----- |
| Commune        | 9,8 % | 10,9 % | 10 %  |
| Département    | 6,3 % | 7,7 %  | 7,7 % |
| France entière | 8,3 % | 10 %   | 10 %  |

En 2018, la population âgée de 15 à 64 ans s'élève à 1 808 personnes, parmi lesquelles on compte 70,2 % d'actifs (60,2 % ayant un emploi et 10 % de chômeurs) et 29,8 % d'inactifs,. Depuis 2008, le taux de chômage communal (au sens du recensement) des 15-64 ans est supérieur à celui de la France et du département.
La commune fait partie de la couronne de l'aire d'attraction d'Issoire, du fait qu'au moins 15 % des actifs travaillent dans le pôle,. Elle compte 1 371 emplois en 2018, contre 1 463 en 2013 et 1 611 en 2008. Le nombre d'actifs ayant un emploi résidant dans la commune est de 1 100, soit un indicateur de concentration d'emploi de 124,7 % et un taux d'activité parmi les 15 ans ou plus de 48 %.
Sur ces 1 100 actifs de 15 ans ou plus ayant un emploi, 307 travaillent dans la commune, soit 28 % des habitants. Pour se rendre au travail, 84,1 % des habitants utilisent un véhicule personnel ou de fonction à quatre roues, 4,8 % les transports en commun, 6,4 % s'y rendent en deux-roues, à vélo ou à pied et 4,7 % n'ont pas besoin de transport (travail au domicile).

## Culture locale et patrimoine

### La tour carrée du couvent

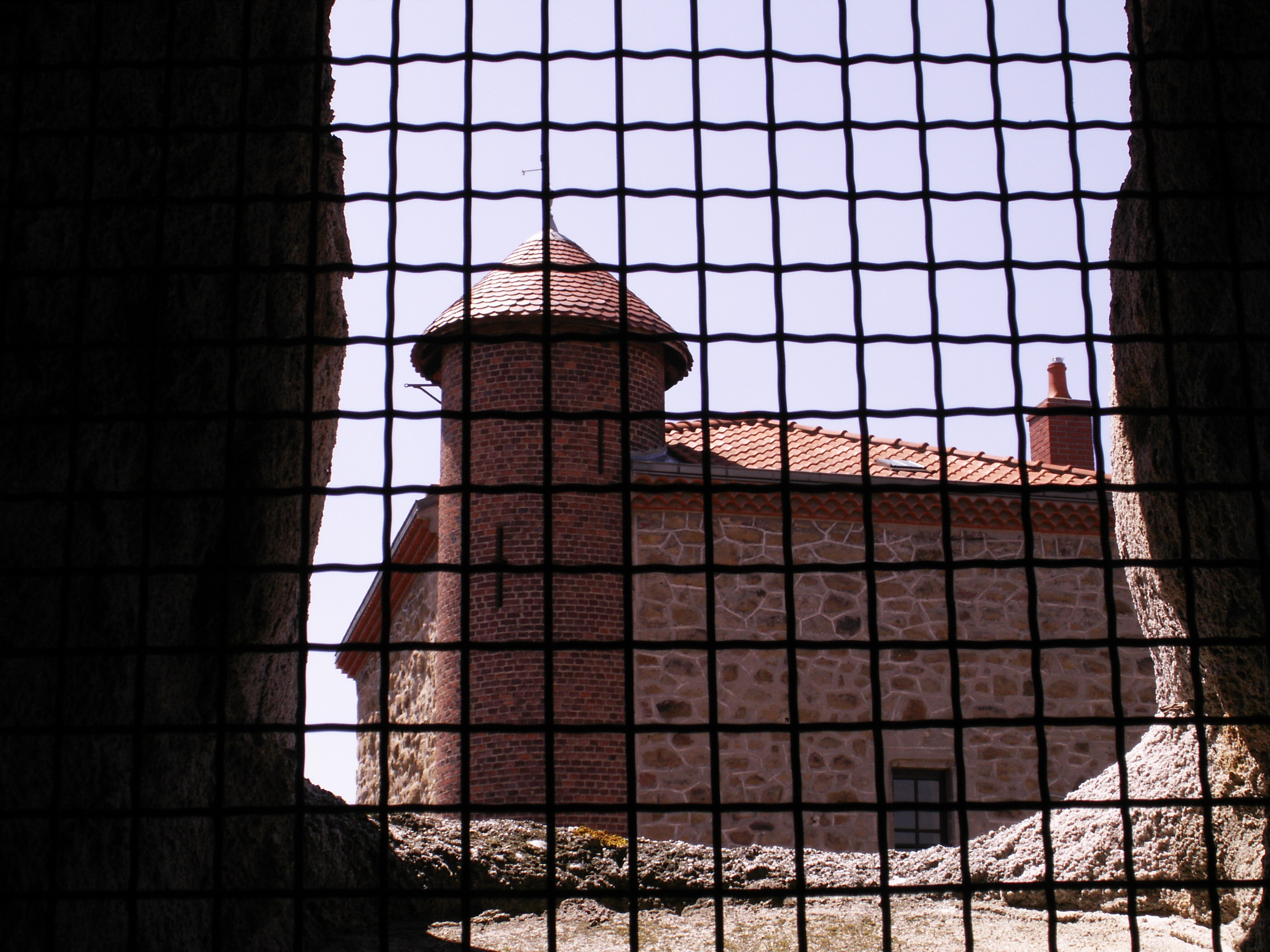
Tour médiévale de Sainte-Florine.

Elle a été édifiée au XVe siècle. Elle est construite en moyen appareil régulier à joints gras. Une seule tourelle dans l'angle sud-ouest demeure. Cette dernière est construite en brique. Il reste quelques traces des fortifications. Plusieurs maisons (dont certaines ont disparu récemment) ont été construites sur les ruines des fortifications. Dans le haut de Sainte-Florine un ancien passage vouté a été malheureusement dégradé dans une restauration trop violente. Est-ce le vestige d'une ancienne porte forte?

### L'espace funéraire
L'espace ménagé à côté de l'église est certainement à l'emplacement de l'ancien cimetière (prieural ?). L'église est encastrée au cœur des bâtiments d'habitations. Principe issu de la féodalité, l'authenticité se trouve justement dans le fait d'être la "Maison Dieu" au milieu des logis.

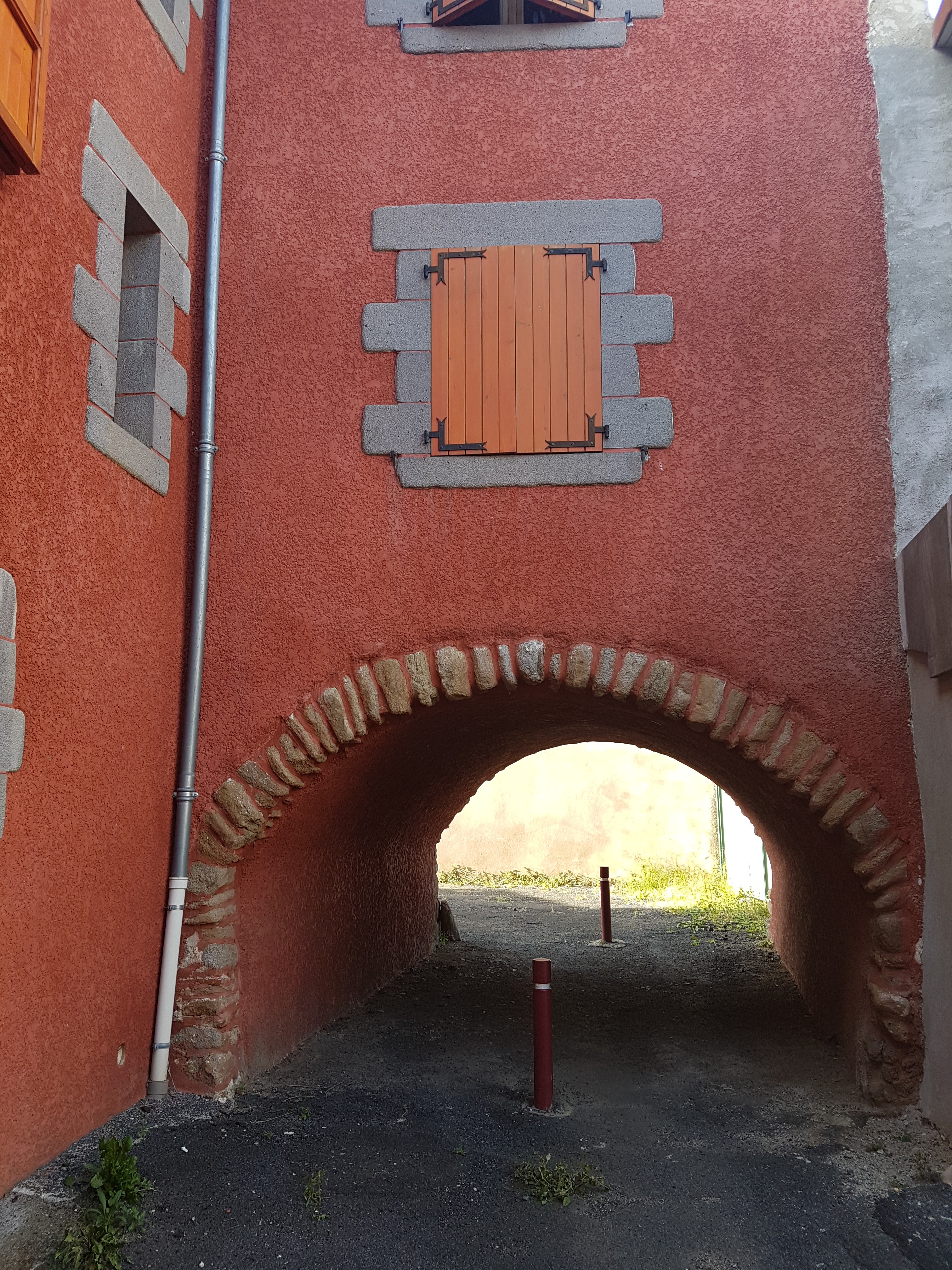
Maison & passage voûté de Sainte-Florine

### Le petit patrimoine: identité du bourg

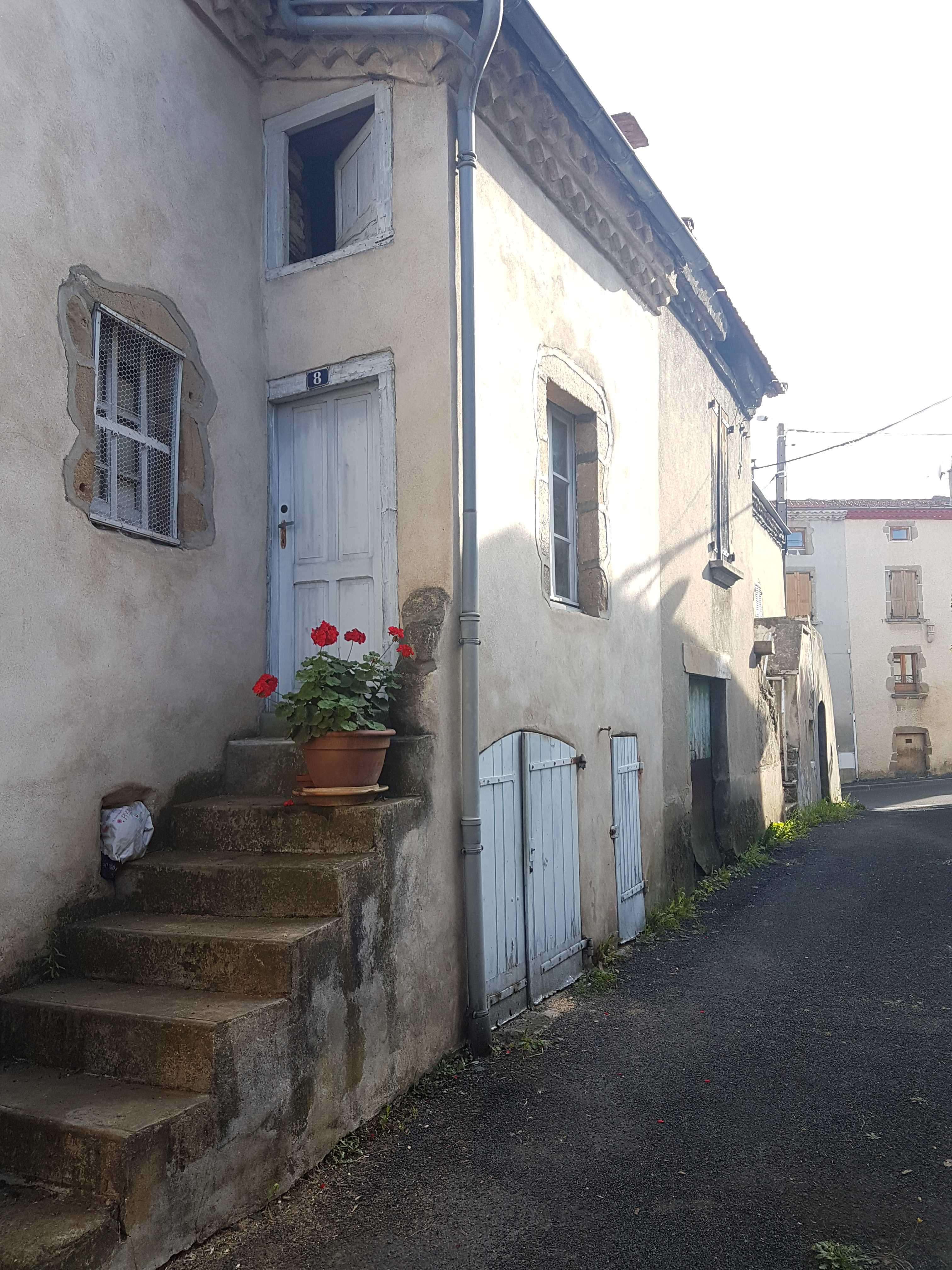
Maison ancienne du vieux Sainte-Florine (habitat rural - logis type vigneron)

Il y a encore dix ans, Sainte-Florine comptait plusieurs maisons de vigneron et des maisons de « Mine » aux chaînages de briques. Mais les destructions récentes mettent en danger le patrimoine de la ville. On compte en effet, la destruction d'une habitation construite avec des pierres de l'ancienne fortification - dans le haut de la ville - mais aussi des maisons fin XVIIIe -début XIXe siècle près de la mairie, et plusieurs maisons de la Mine.
Plusieurs logis de "type vigneron" - habitat traditionnel de la Limagne - sont en danger de destruction. L'habitat de type vigneron rappel que Sainte-florine était un village entouré de vignes. Comme à Lamontgie plusieurs logis possédaient en façade un escalier surmontant une porte de cave. Ce type d'architecture est représentatif du "petit patrimoine" des villages formant l'identité des bourgs. l'ancienne mairie de Sainte-Florine était située à la place de la dite "halle". Elle était construite sur un module rectangulaire avec un mur pignon en façade : un édifice remanié au XIXe siècle, sur de plus anciennes fondations ?

### L'ancienne mairie: symbole perdu

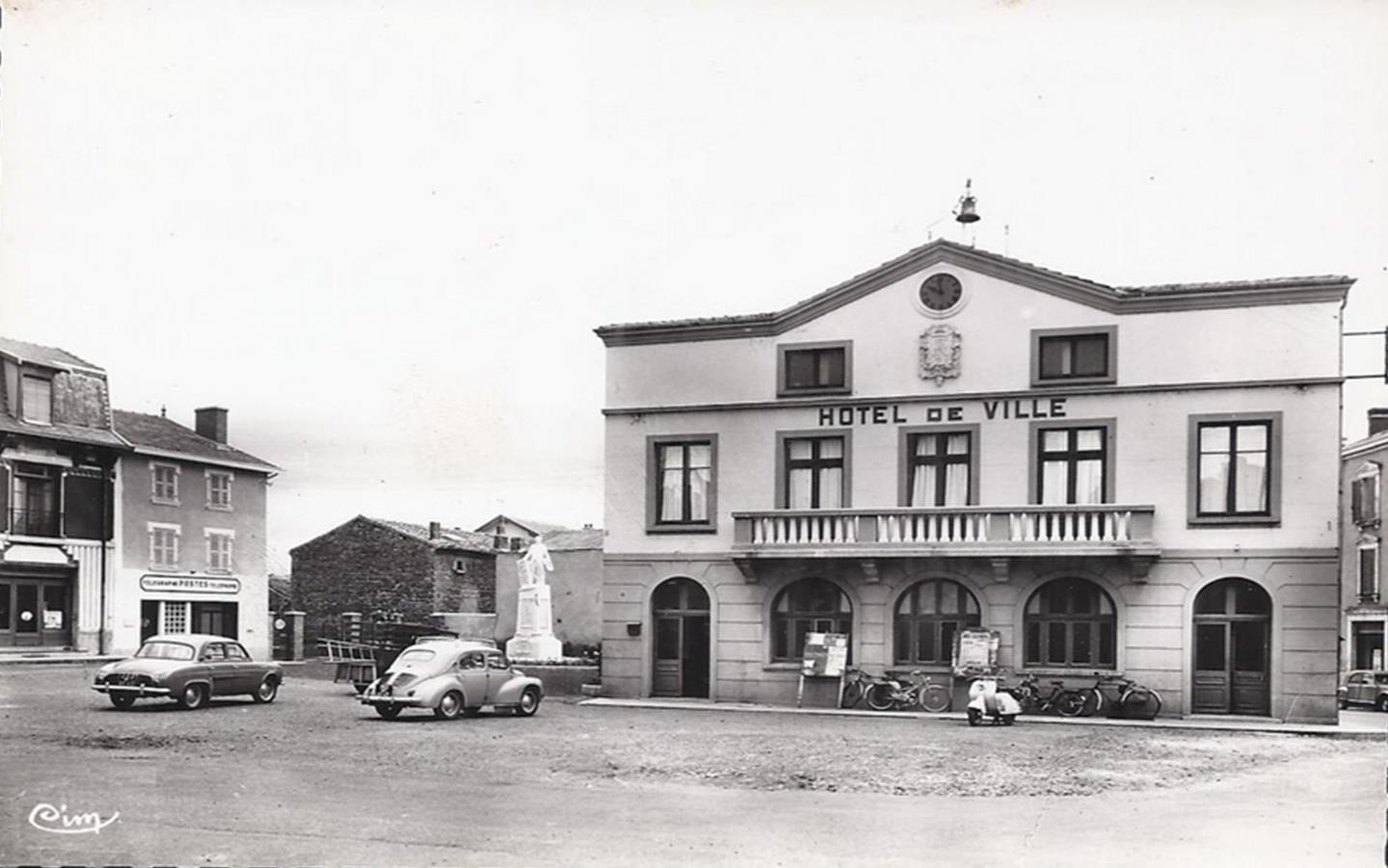
l'ancienne Mairie de Sainte-Florine (vers 1950)

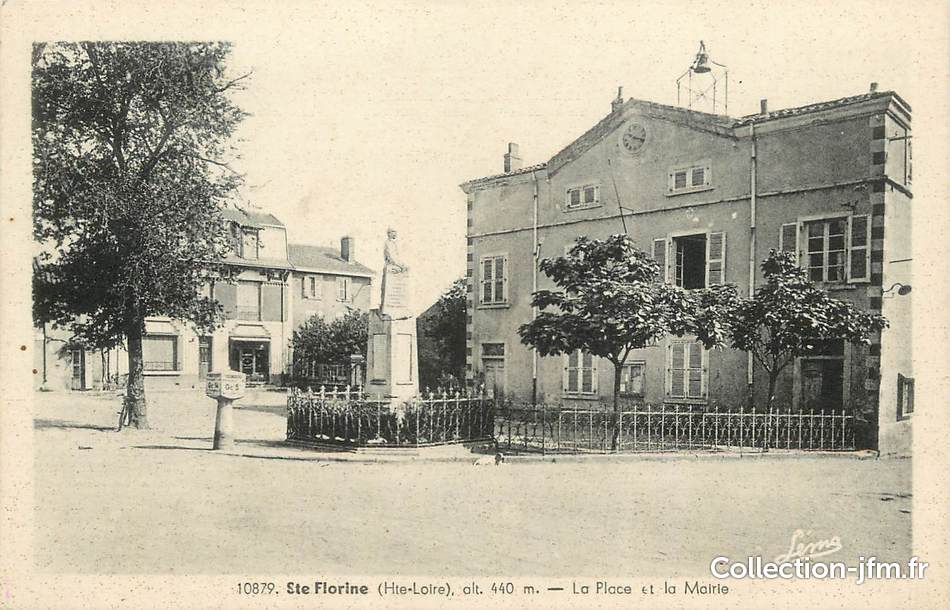
l'ancienne Mairie de Sainte-Florine

S'il y a une erreur commise au XXe siècle en matière d'urbanisme c'est celle-ci : la destruction de la mairie de Sainte-Florine. L'ancienne mairie surmontée d'un clocheton était un symbole fort de la ville. Construite en 1884, remaniée plusieurs fois, elle était située au milieu d'une place ombragée qui était devenue le centre du village. Sur d'anciennes photographies on remarque le passé rural de la ville. Les vaches passaient dans les rues. Transformée avec le temps, une série de portes avait été créée pour créer une nouvelle façade avec un balcon dans le courant du XXe siècle. Les chainages de briques initiaux avaient été masqués pour former une façade lisse au soubassement solennel. C'est surtout la configuration de la place qu'il faut remarquer. L'actuel lieu est devenu un carrefour et un parking alors qu'initialement il était le cœur de la cité en mettant en valeur le monument aux morts ombragé par des arbres jouxtant des parterres fleuris. C'était en 1791 qu'un corps municipal avait été créé. Initialement le bâtiment semble avoir été une maison commune et une école (d'où la présence de la cloche ?). Enfin, en 1900 la municipalité socialiste avait un accent anticlérical : on avait démoli des croix et on avait interdit les processions catholiques ... Il fallut que le prêtre de Sainte-Florine monte en carrosse pour accompagner les enterrements sans être vu - dans la rue - en habit de chœur : une laïcité ferme.

### Florine: vierge et martyre

#### Légende et histoire

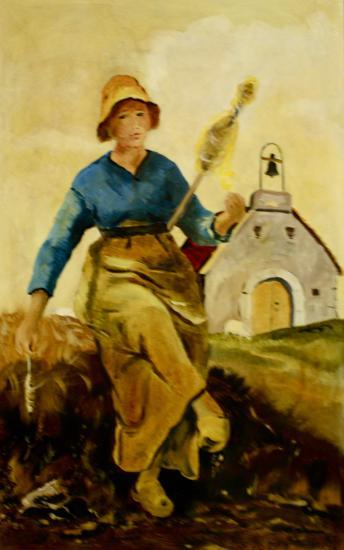
Peinture de sainte Florine.

Légende et histoire se mêlent pour raconter Florine : plusieurs documents racontent son histoire. il est certain que Florine a fait l'objet d'une grande dévotion populaire dans la région.

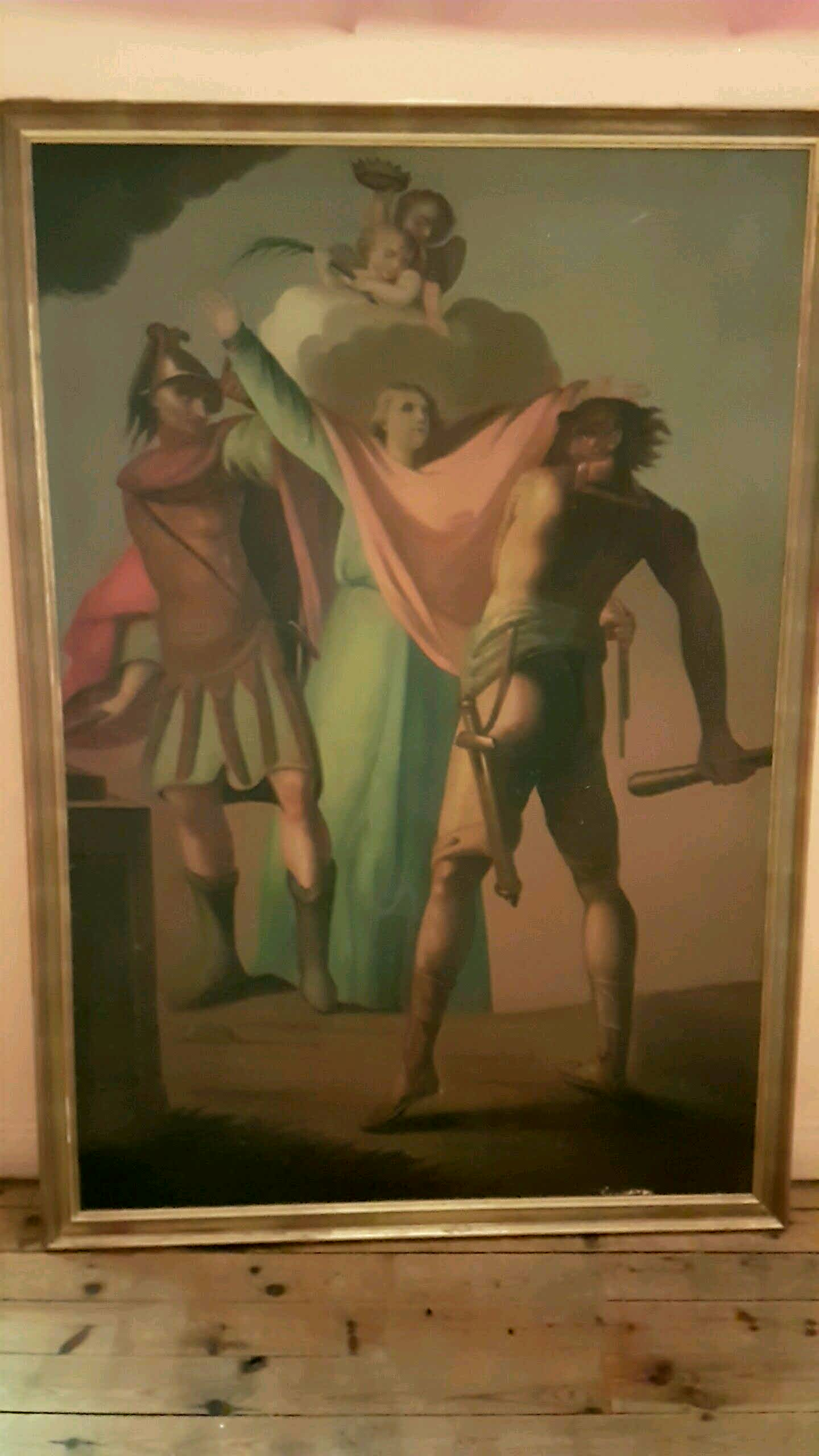
tableau de sainte Florine vivant son martyre

Jeune fille du IVe ou du VIe siècle, Florine était pieuse et vierge. Fille des montagnes, elle gardait les moutons, quand un seigneur qui se livrait à la chasse la rencontra. Charmé, il voulut la prendre avec lui. Seule et sans défense, elle s'enfuit. Poursuivie, elle se trouva soudain au bord d'une imposante falaise bordant la Couze d'Ardes. Plutôt la mort que la souillure ! Elle pria Dieu et sauta du rocher pour échapper à l'homme. Elle parvint miraculeusement sur l'autre rive. Finalement rejointe par l'homme, elle fut décapitée. Une autre version dit que l'homme en question laissa finalement Florine saine et sauve à la suite de son miracle. Florine aurait alors vécu plusieurs années en Auvergne entre Mazoires et la villa de Severac mais, déplaisant à certains, elle fut ensuite décapitée à cause de sa foi. On la fête le 1er mai. On connait plusieurs traditions de la légende de Florine. L'abbé Cubizolles avait retrouvé quelques textes relatant la "tradition" de Mazoires écrite en 1843. Quelques pèlerins visitaient les reliques de Florine. On pouvait également visiter une "maison de Florine" dans le village de Mazoires.

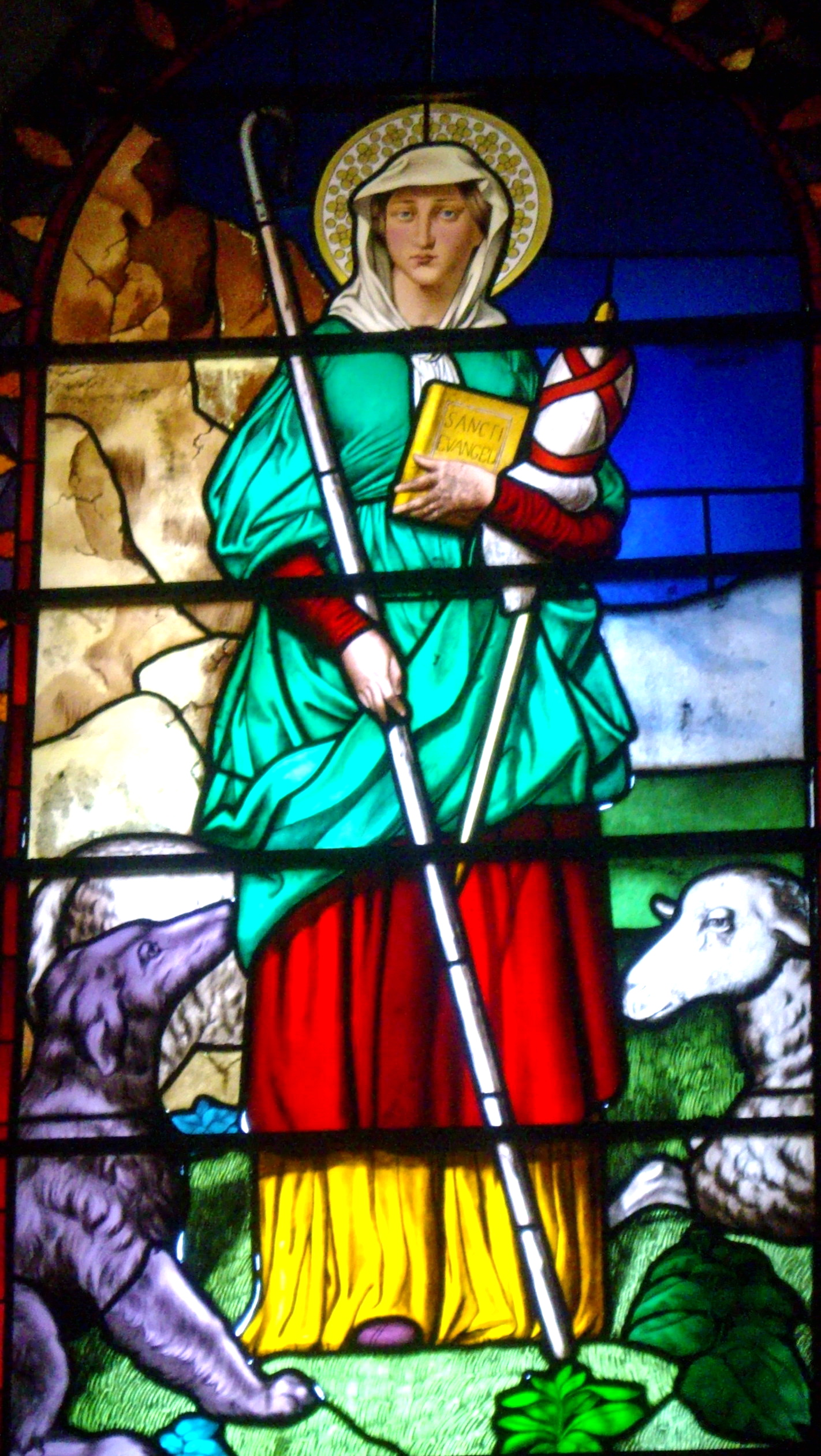
Vitrail de l'église de Mazoires qui détient aujourd'hui les reliques de sainte Florine.

Le tableau (ci-contre : le martyre) représentant sainte Florine arrêtée par ses bourreaux pourrait dater du XVII/XVIIIe siècle. Le restaurateur du XIXe siècle avait proposé d'accorder ce tableau à Alessandro Scalzi - peintre italien du XVIe siècle : ce qui semble être improbable. Mais le tableau a été restauré en 1865 par Roland Gaudillière de Besançon lors de la restauration de la chapelle Sainte-Florine située près du cimetière. L'autre représentation connue de Florine est le vitrail du XIXe siècle situé au-dessus de l'autel majeur de l'église de Mazoires. L'église présente un chevet plat. La représentation de la sainte en bergère portant fuseau et bâton est très équilibrée. Portant une bible à la main, Florine est accompagnée de son chien et d'un mouton. Derrière elle, le rocher d'où elle sautera pour échapper au supplice surplombe une vaste plaine verdoyante. Enfin, une récente représentation (années 2000) de la sainte représente Florine devant la chapelle éponyme située près de Mazoires et faisant encore l'objet d'un petit pèlerinage annuel. Florine représentée en bergère à la façon de "Millet" file ici la laine et porte des sabots "auvergnats".

#### Reliques de sainte Florine
Le procès-verbal d'une visite pastorale précise que la paroisse de Mazoires gardait les reliques de Florine. En 1932, une nouvelle châsse est construite pour recueillir les reliques La chapelle de Mazoires est restaurée également. Les reliques de sainte Florine se trouvent toujours à Mazoires dans une grande châsse de bois. Il se trouve également des reliques de Florine à Viviers : la sainte a donc été plutôt adorée dans le sud du Massif central. Plusieurs os du crâne de Florine sont conservés à Mazoires et à Viviers. On notera que la sainte est déjà célébrée à Viviers dès le XIe siècle ! Les reliques conservées à Mazoires ont été plusieurs fois vérifiées par les évêques de Clermont.
Pendant la Révolution, les reliques de Florine ont été utilisées miraculeusement à Mazoires d'après la tradition écrite en 1843 : "Pendant la Terrer de 93, un violent incendie eut lieu à Mazoires. Une des personnes dépositaires des reliques en prit secrètement sur elle et s'approcha du feu, en invoquant la protection de notre sainte. Aussitôt les flammes, qui exerçaient d'affreux ravages, prirent une teinte bleuâtre, se coupèrent en deux, se replièrent sur elles-mêmes et cessèrent immédiatement sans aucun secours humain".